# 淡路駅
淡路駅（あわじえき）は、大阪府大阪市東淀川区東淡路4丁目に所在する、阪急電鉄の駅。駅番号はHK-63。

## 概要
通勤特急以外の全種別が停車する。当駅構内で京都本線と千里線が平面交差するため、両路線の乗換駅としても機能している。また、2019年（平成31年）3月16日には西日本旅客鉄道（JR西日本）おおさか東線が延伸開業し、徒歩約10分前後の近隣にJR淡路駅が設けられた。
駅長配置駅であり、京都本線の南方駅 - 上新庄駅と千里線の天神橋筋六丁目駅を除く、各駅を管理している。
高架化工事中で、高架化完成後は京都本線と千里線は上下2層構造の立体交差に改良される予定（詳しくは後述する）。

## 歴史
- 1921年（大正10年）4月1日：北大阪電気鉄道の十三駅 - 豊津駅間開通と同時に開業[4]。
- 1923年（大正12年）4月1日：路線譲渡に伴い、新京阪鉄道の駅となる[4]。
- 1925年（大正14年）10月15日：天神橋駅（現在の天神橋筋六丁目駅） - 当駅間開業[4]。
- 1928年（昭和3年）1月16日：当駅 - 高槻町駅（現在の高槻市駅）間が開業[4]。
- 1930年（昭和5年）9月15日：会社合併に伴い京阪電気鉄道の駅となる[4]。この時、 京都西院駅（現在の西院駅） - 当駅 - 天神橋駅間が新京阪線、十三駅 - 当駅間が十三線、当駅 - 千里山駅間が千里山線とされる。
- 1943年（昭和18年）10月1日：戦時合併に伴い、京阪神急行電鉄（現在の阪急電鉄）の駅となる[4]。
- 1949年（昭和24年）12月1日：京阪電気鉄道を分離。新京阪線は当社に残り、京都本線に改称される[4]。
- 1954年（昭和29年）3月30日：1号線廃止。
- 1959年（昭和34年）2月18日：線路名称再編。京都本線の当駅 - 天神橋駅間が千里山線に、十三線が京都本線とされる[4]。
- 1967年（昭和42年）3月1日：千里山線が千里線に改称される[4]。
- 1969年（昭和44年）12月6日：大阪市営地下鉄堺筋線開業に伴い、北千里駅・高槻市駅までの相互直通運転開始。
- 2007年（平成19年）3月17日：特急の停車駅となる[5]。
- 2008年（平成20年）9月：高架化工事着工。
- 2013年（平成25年）12月21日：駅ナンバリングが導入され、使用を開始[6][7]。
- 2019年（平成31年）3月16日：JRおおさか東線のJR淡路駅が開業し、乗換駅となる[注 2]。
- 2028年（令和10年）度末：高架化。（予定）

## 駅構造
島式2面4線のホームを有する地上駅で、列車の待避が可能。京都河原町寄りの東西双方に改札口が設けられており、各ホームは地下道で連絡している。
トイレは西改札内にある。
長らくホーム・改札口間の移動には、原則として階段を昇り降りしなければならなかったが、2006年（平成18年）3月に地下道とホームを結ぶエレベーターが設置された。
発車案内は上り・下り共にLED式のものが設置されている。2007年（平成19年）9月5日に更新されたもので、それまでは反転フラップ式のものが運用されていた。また、下りホーム（4・5号線）では朝のラッシュ時に発車ベルが使われており、4号線は高音タイプ、5号線は低音タイプが鳴動される。各線の起終点以外で使われている唯一の駅である。

### のりば
| 号線 | 路線      | 方向 | 行先           |
| ---- | --------- | ---- | -------------- |
| 2・3 | ■京都本線 | 上り | 京都河原町方面 |
| 2・3 | ■千里線   | 上り | 北千里方面     |
| 4・5 | ■京都本線 | 下り | 大阪梅田方面   |
| 4・5 | ■千里線   | 下り | 天下茶屋方面   |

備考
- 信号機上では、外側の2号線と5号線が主・本線となっている（一般的な阪急各駅は内側の 3・ 4号線の組み合わせが主・本線、外側が待避線となる）。
- 京都本線と千里線は、進行方向ごとにホームを共有している。ただし天神橋筋六丁目駅方面より入る列車は、構造上2号線には進入できないため、原則として、2号線が大阪梅田駅方面から、3号線が天神橋筋六丁目駅方面からの列車が入線する。
- 1号線は欠番で、2号線の向かい（現在駅舎のある場所）にあった。古くは十三駅 - 当駅間が「十三線」と称する支線で、その頃に同線専用のホームとして存在していたが、1954年（昭和29年）に撤去された[1]。
- 番号を修正していないのは、のりばが現行でも4つあり、案内に混乱が発生すること、平面交差（後述）による事故を防止するためとされている。1号線の廃止直後には、P-5形電車2両が事務所の代わりとして留置されていたこともある[1]。
- 快速特急運行時は、先行の特急が5号線から発車中に、4号線へ後続の快速特急が入線する事で、駅手前での信号待ちを減らしている。交互発着を行うのは新幹線以外では関東地方での事例が多く、関西大手私鉄では当駅のほか、京阪本線の枚方市駅・香里園駅程度である。

### 配線図
| | ↑ 吹田・北千里方面             |                        |
| ← 大阪梅田・十三方面 | 淡路駅構内配線略図             | → 京都河原町・嵐山方面 |
| | ↓ 天神橋筋六丁目・天下茶屋方面 |                        |
| 凡例 出典:川島令三、『東海道ライン 全線・全駅・全配線 第7巻 大阪エリア - 神戸駅』 978-479420498- 12p、 （講談社、2009年（平成21年）） |                                |                        |

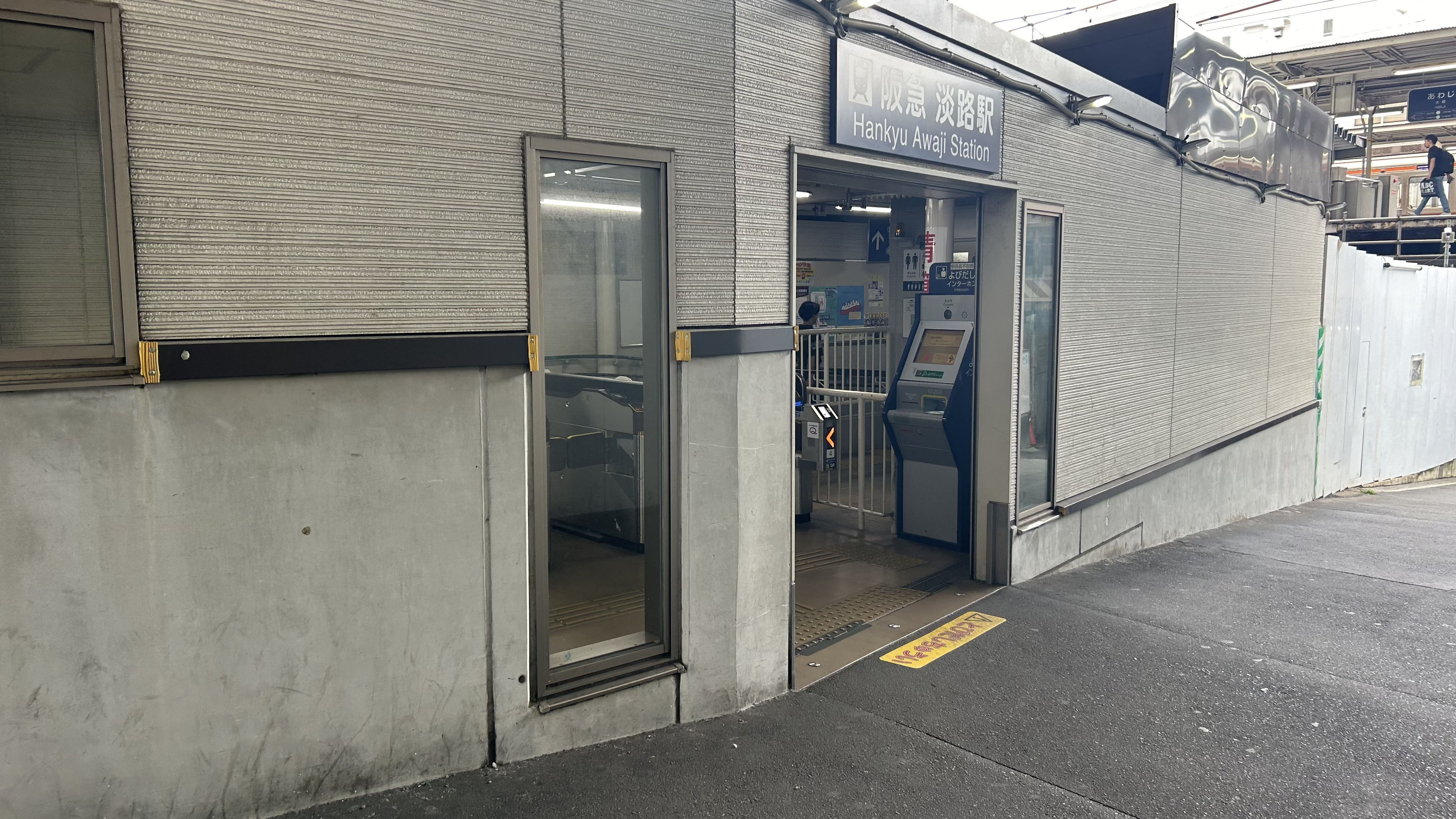
東正面口
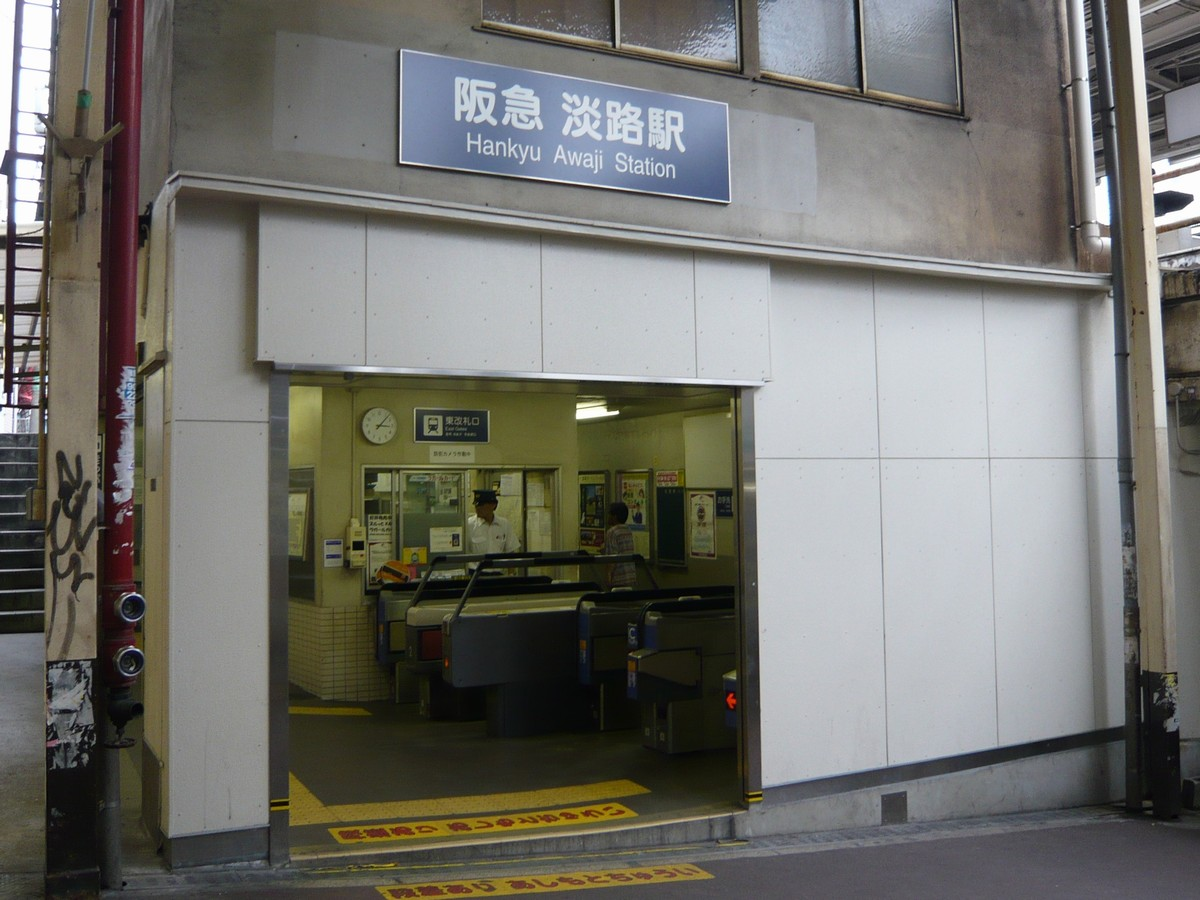
旧・東口（現存せず。）  （2007年（平成19年）8月）
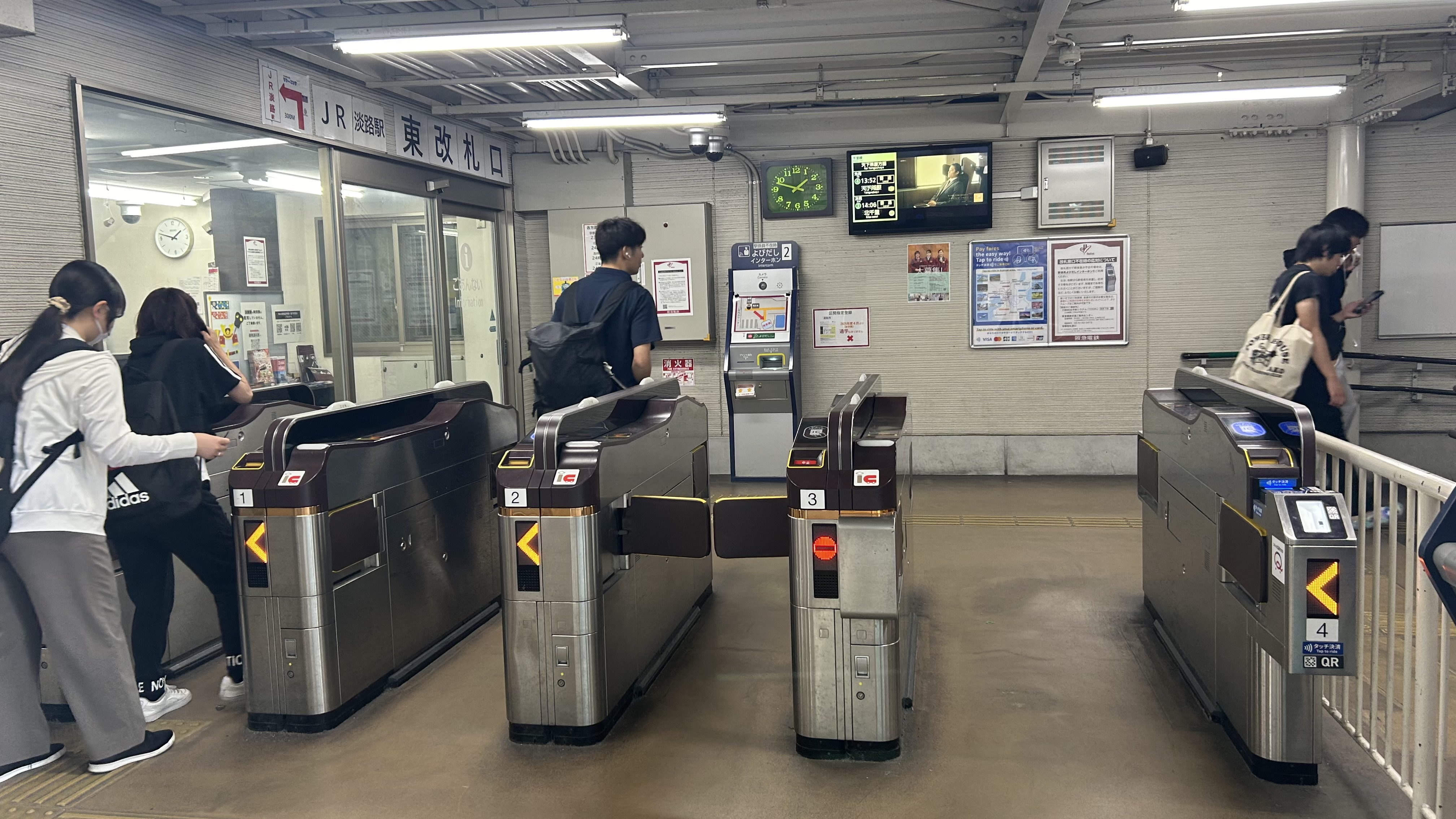
東改札口
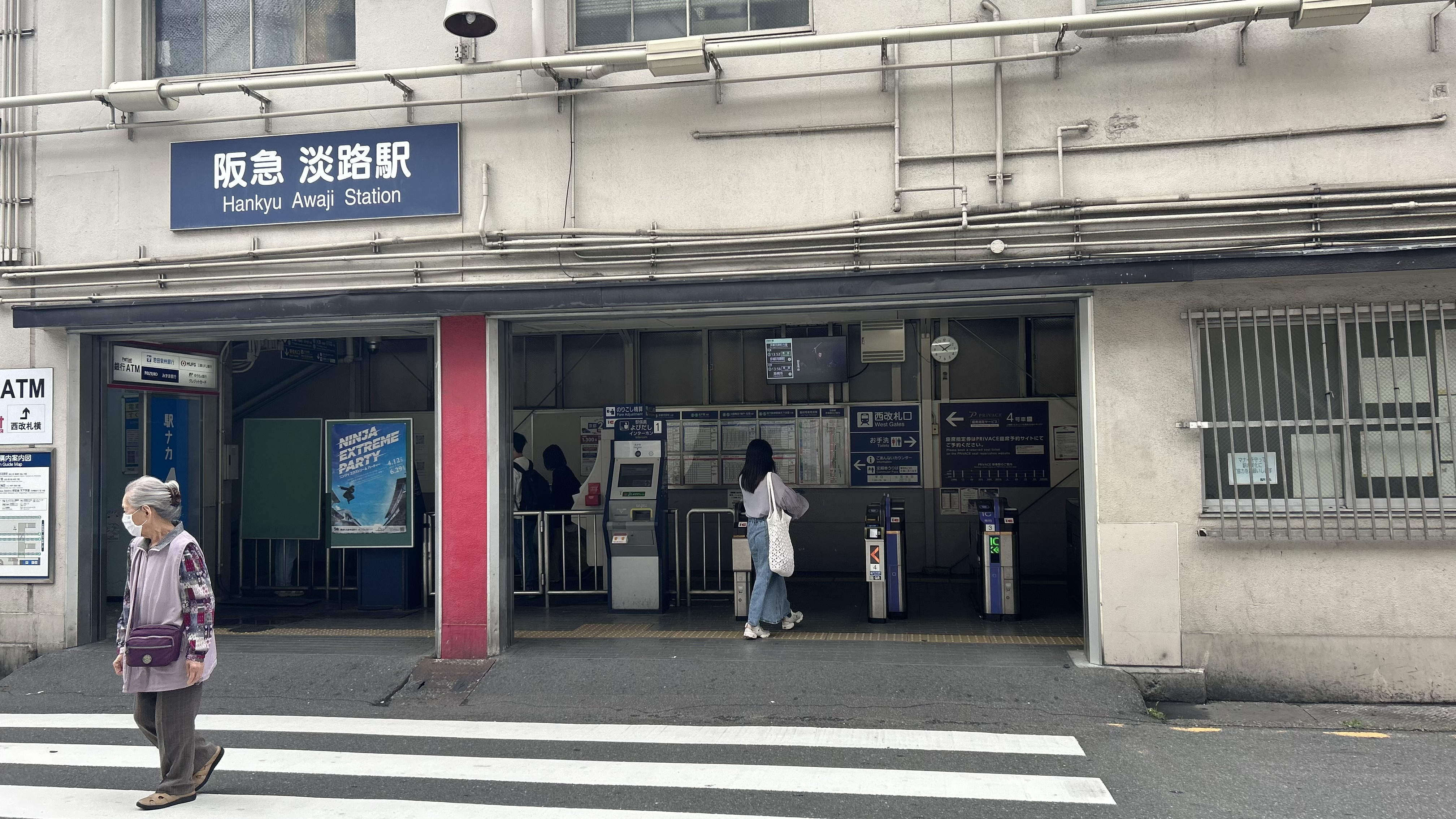
西口（現存中）
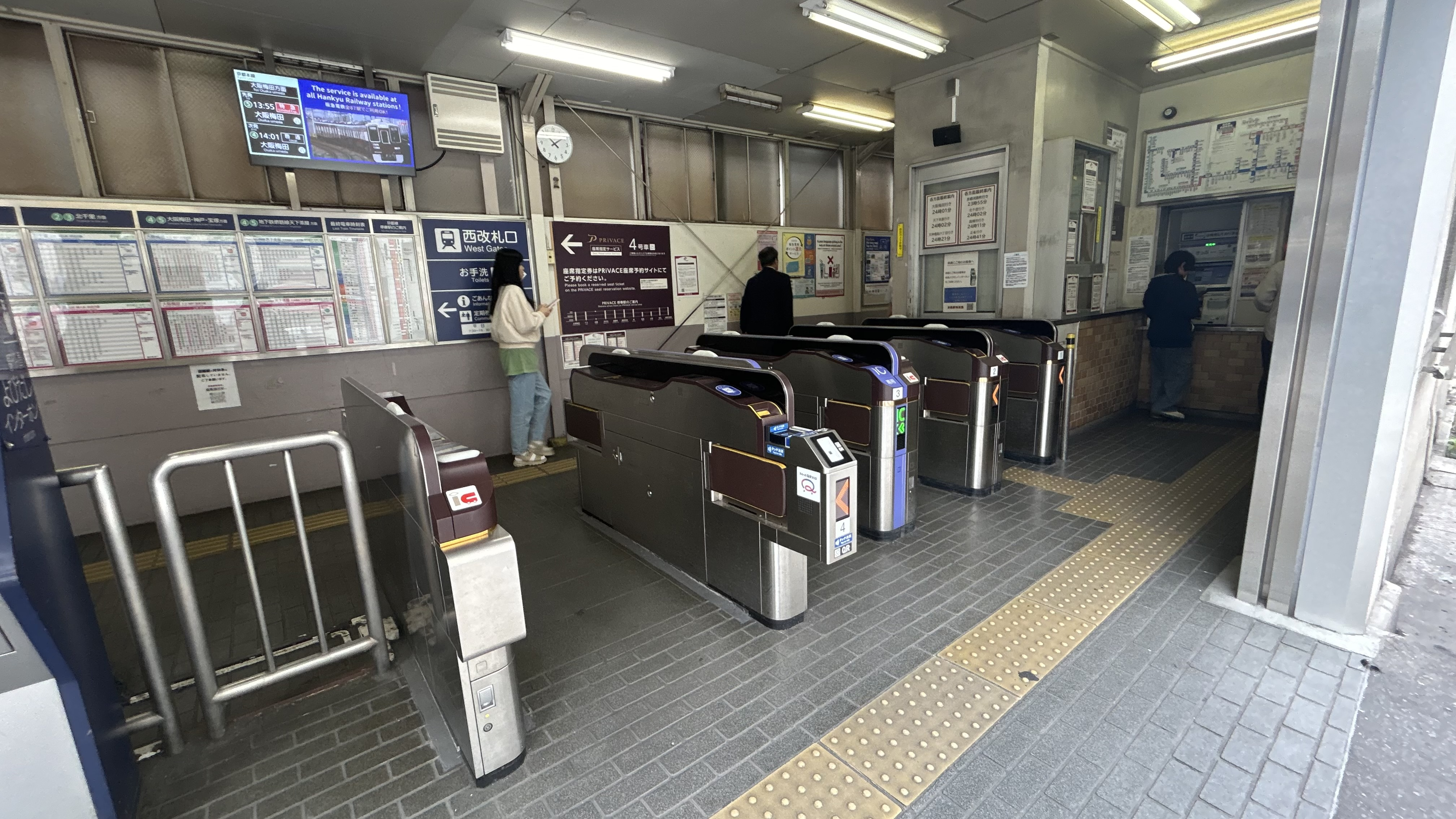
西改札口
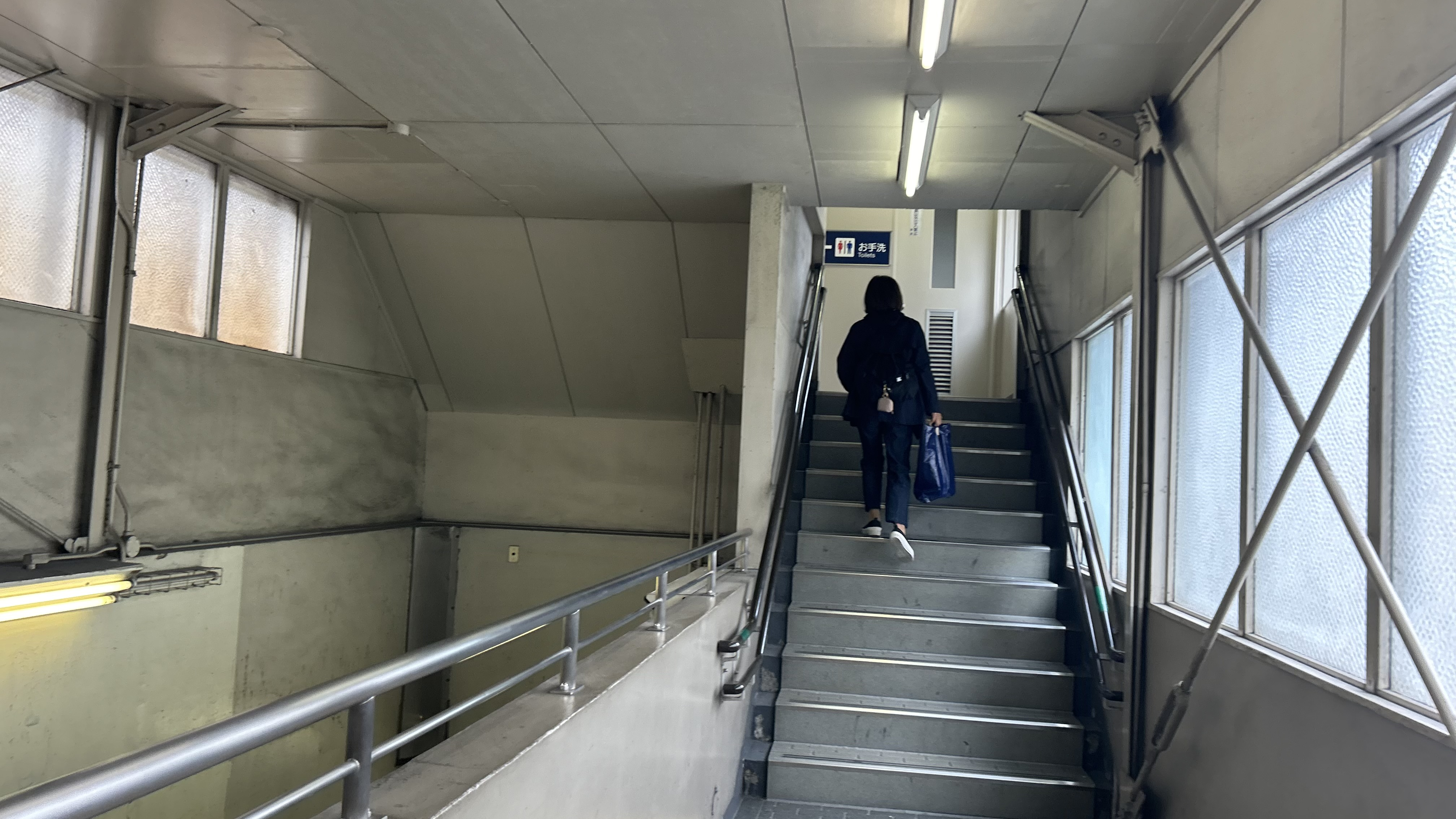
トイレ
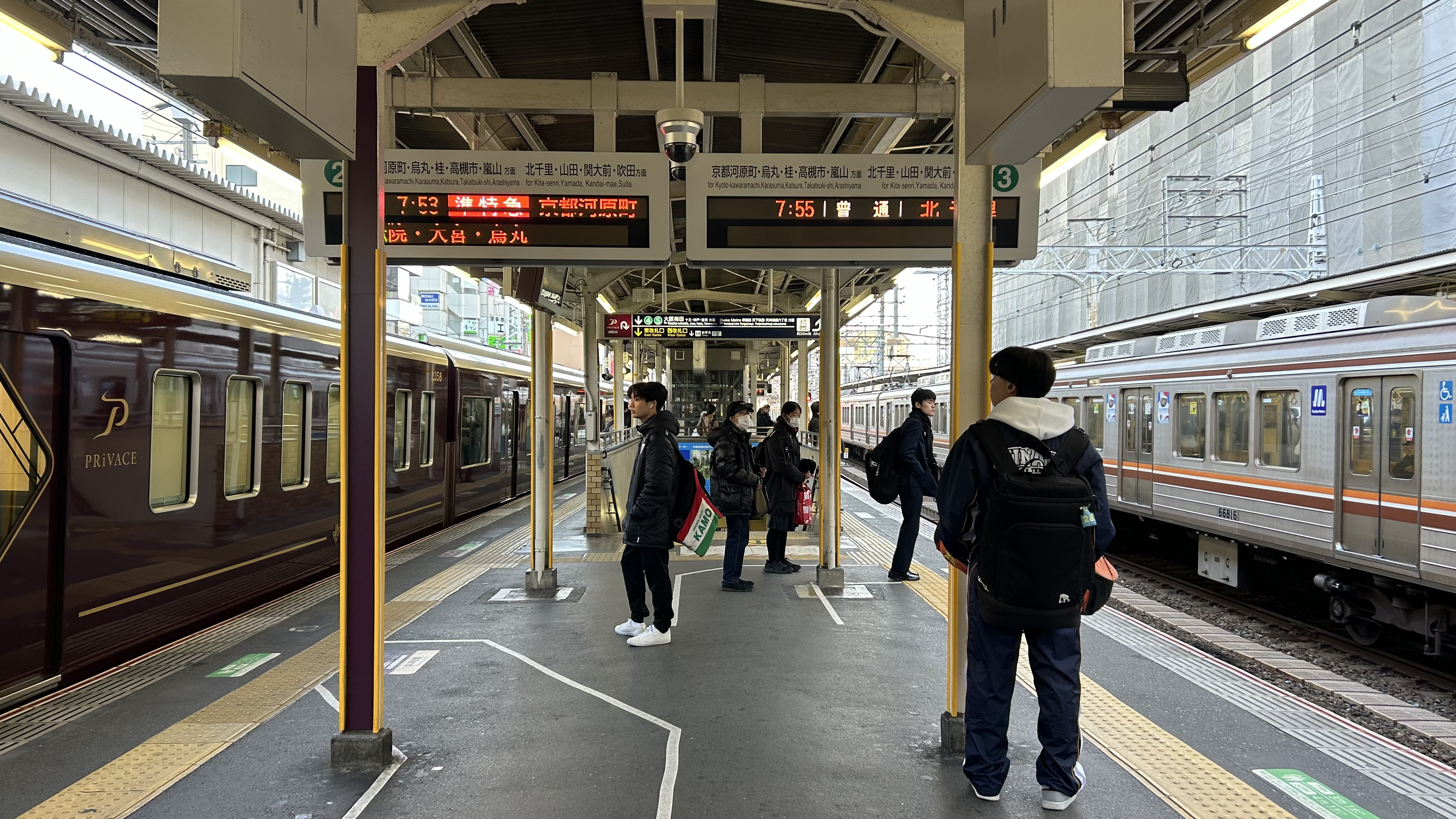
2・3号線ホーム
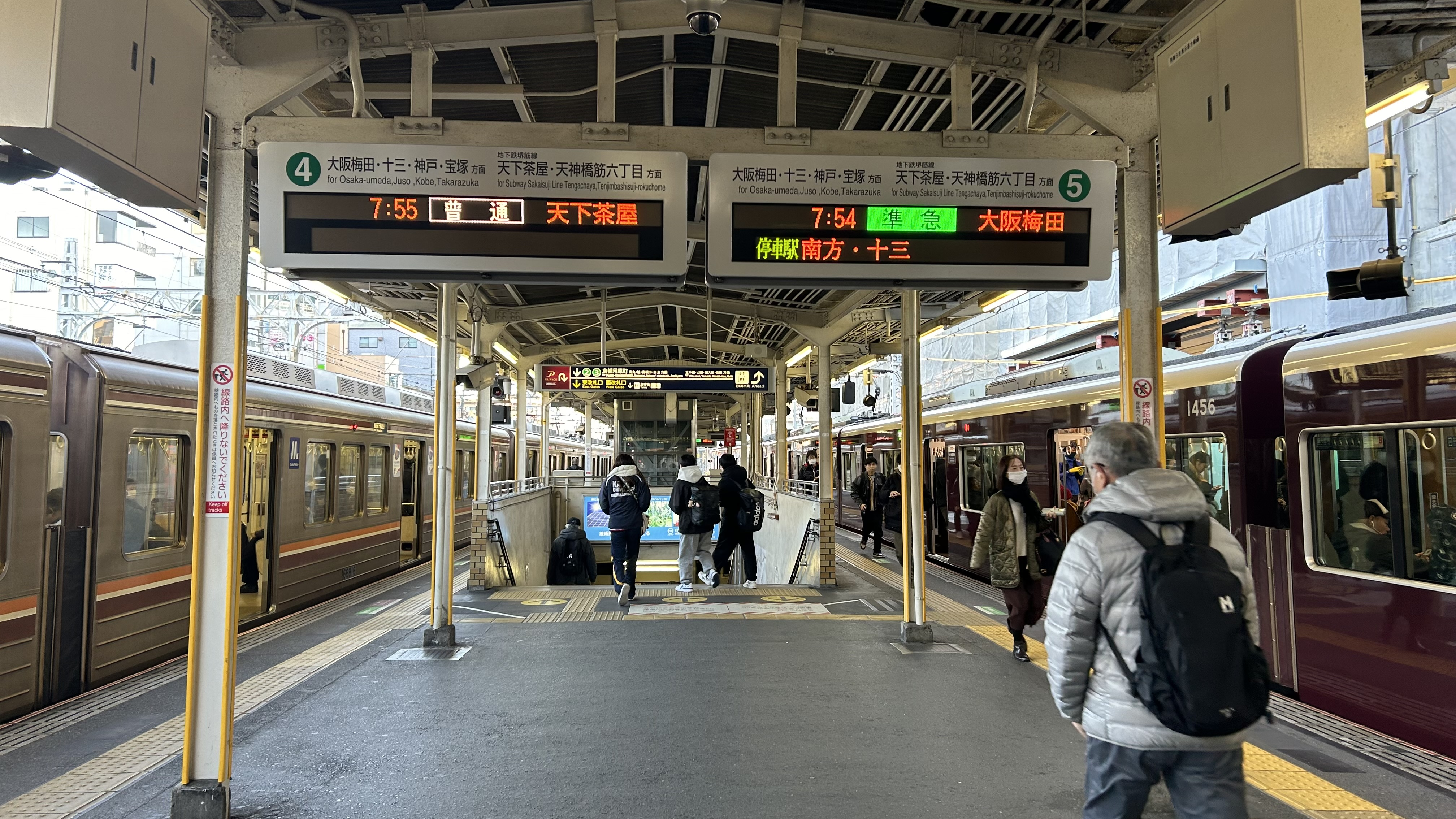
4・5号線ホーム
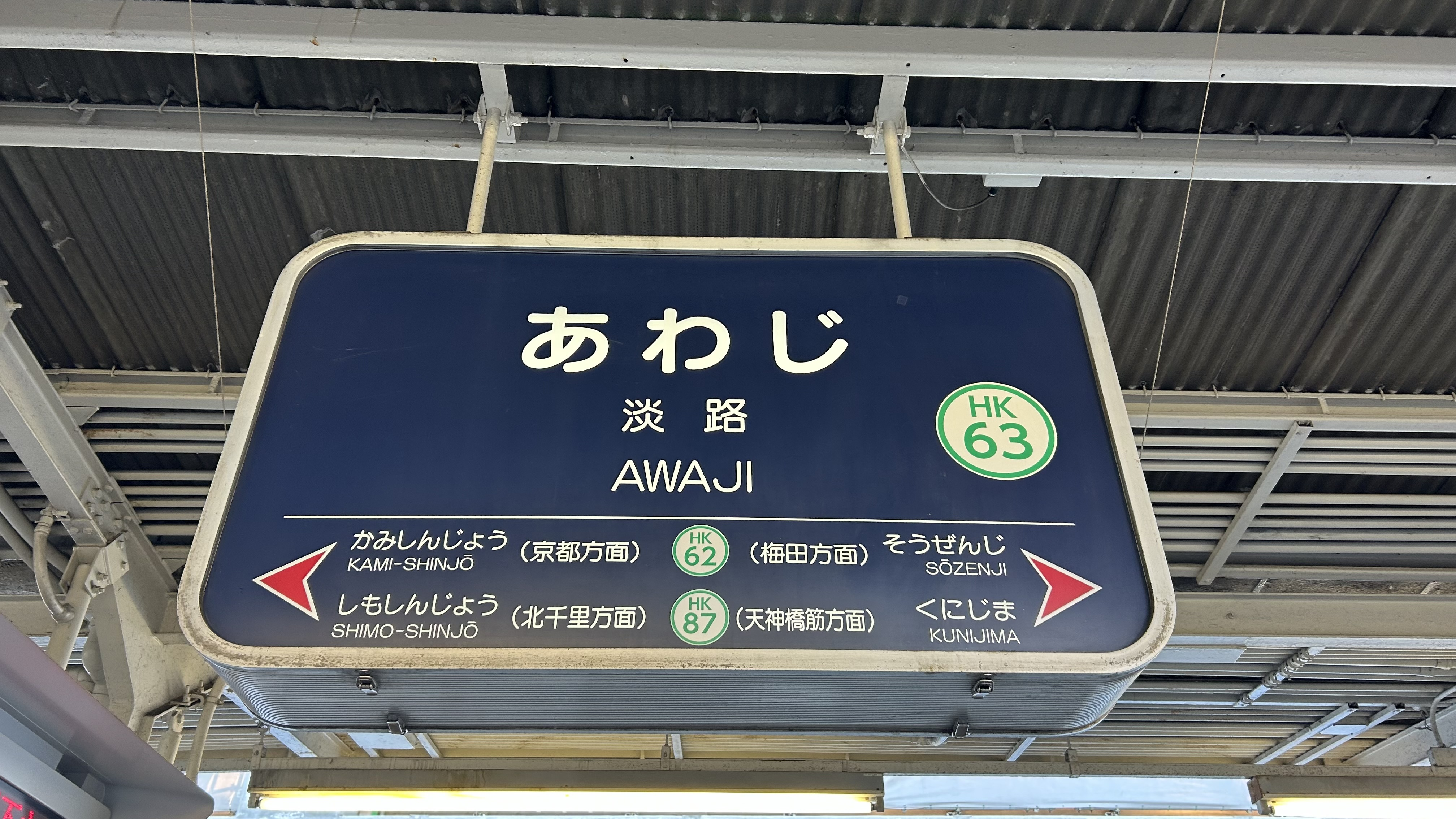
駅名標

### 平面交差について
京都本線と千里線は、写真のように平面交差している。上・下線共にホーム手前に複雑な分岐があり、駅構内では50km/h（または30km/h）以下の速度制限がかかる。当駅を唯一通過する通勤特急は、カーブが連続する上新庄駅 - 十三駅間でも特に速度を落とさなければならない場所となっており、京都本線のダイヤ上の最大のネックでもある。
千里線の列車は、上・下線共に早朝・深夜を除く、ほとんどの列車が京都本線の列車と到着時刻が近接している関係で、本線の列車を先に通すため、交差手前で信号待ちによる停車を余儀なくされている。
その一方で、上り同士・下り同士の普通の対面接続が終日行われている。このため、本線と千里線を跨いで移動する場合、乗車駅で直通列車に乗ることができなくても当駅で容易に乗り換えることができる。なお京都本線に最適化された構内配線には改められているものの、駅と路線の成り立ちの関係（#歴史を参照）から、京都本線に千里線が合流し分流する線形ではなく、京都本線の十三駅から千里線の北千里駅へ向かう線路と、京都本線の京都河原町駅から千里線の天神橋筋六丁目駅へ向かう線路とが、それぞれ自然な流れとなる線形となっている。

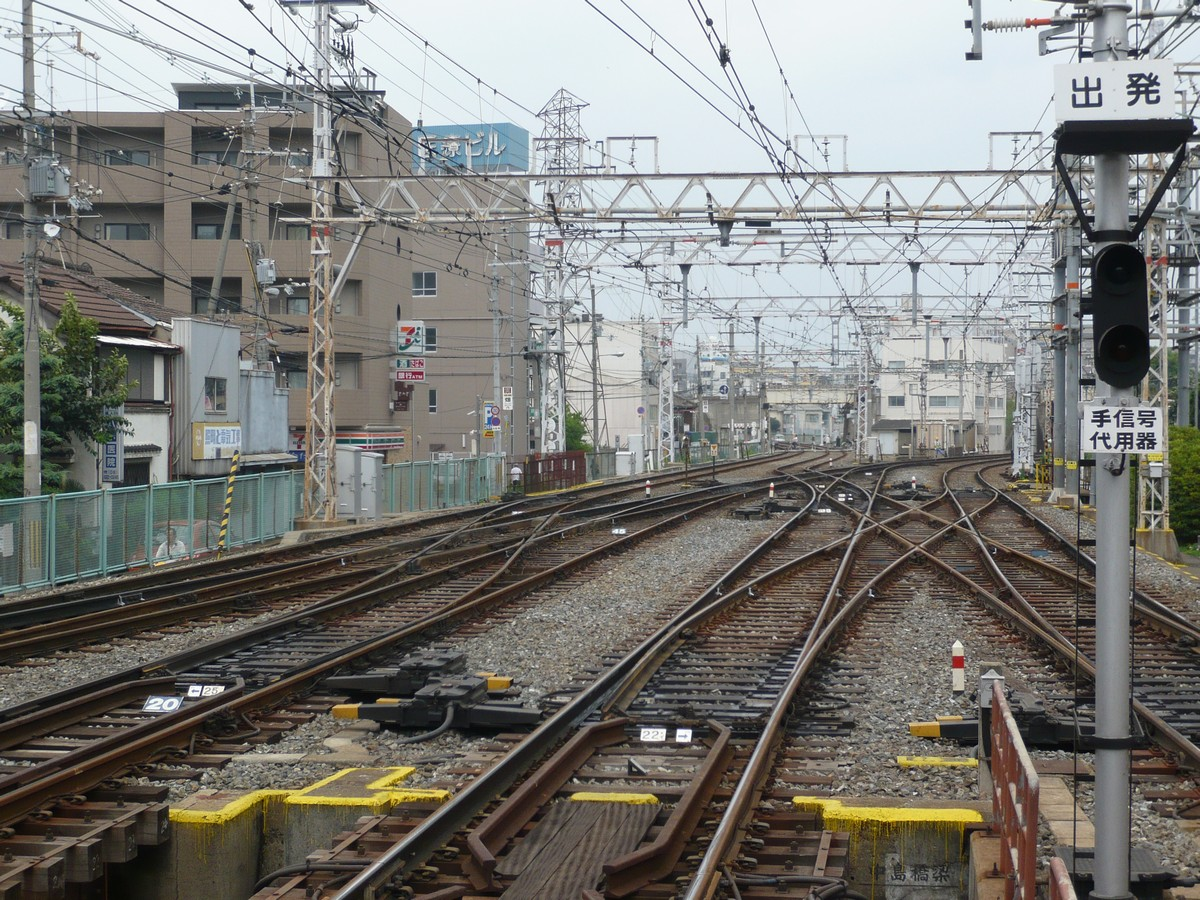
４号線ホームから見た上り方面の平面交差。左側が北千里方面、右側が京都河原町方面。 （2007年（平成19年）8月）
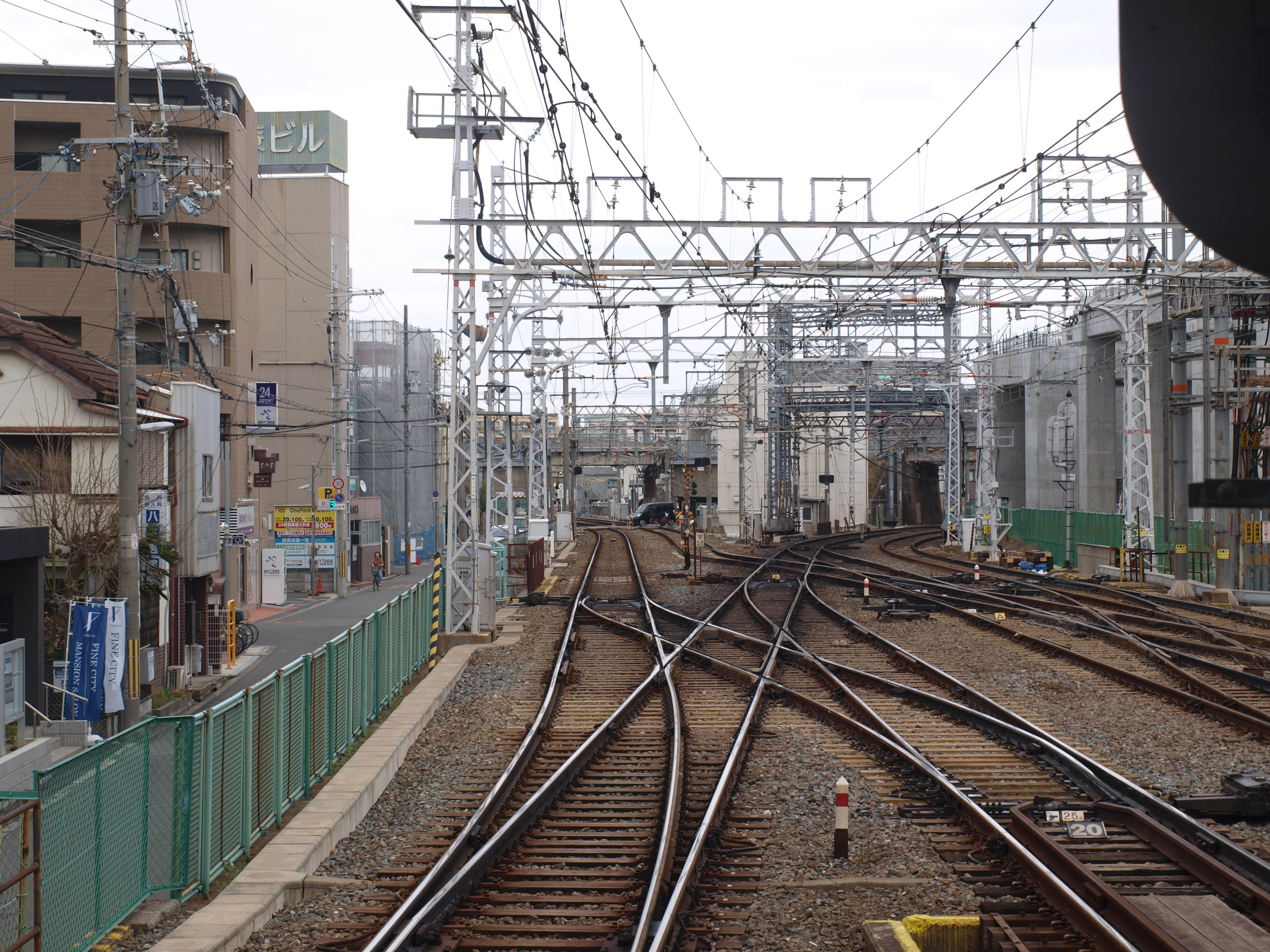
2号線ホームから上り方面（河原町･北千里方）を見る。 2号線が本線として、河原町方面へ2024年（令和6年）現在は直進し、 3号線は当初は千里線下り線として使われたとうかがえる。 （2019年（平成31年）3月）
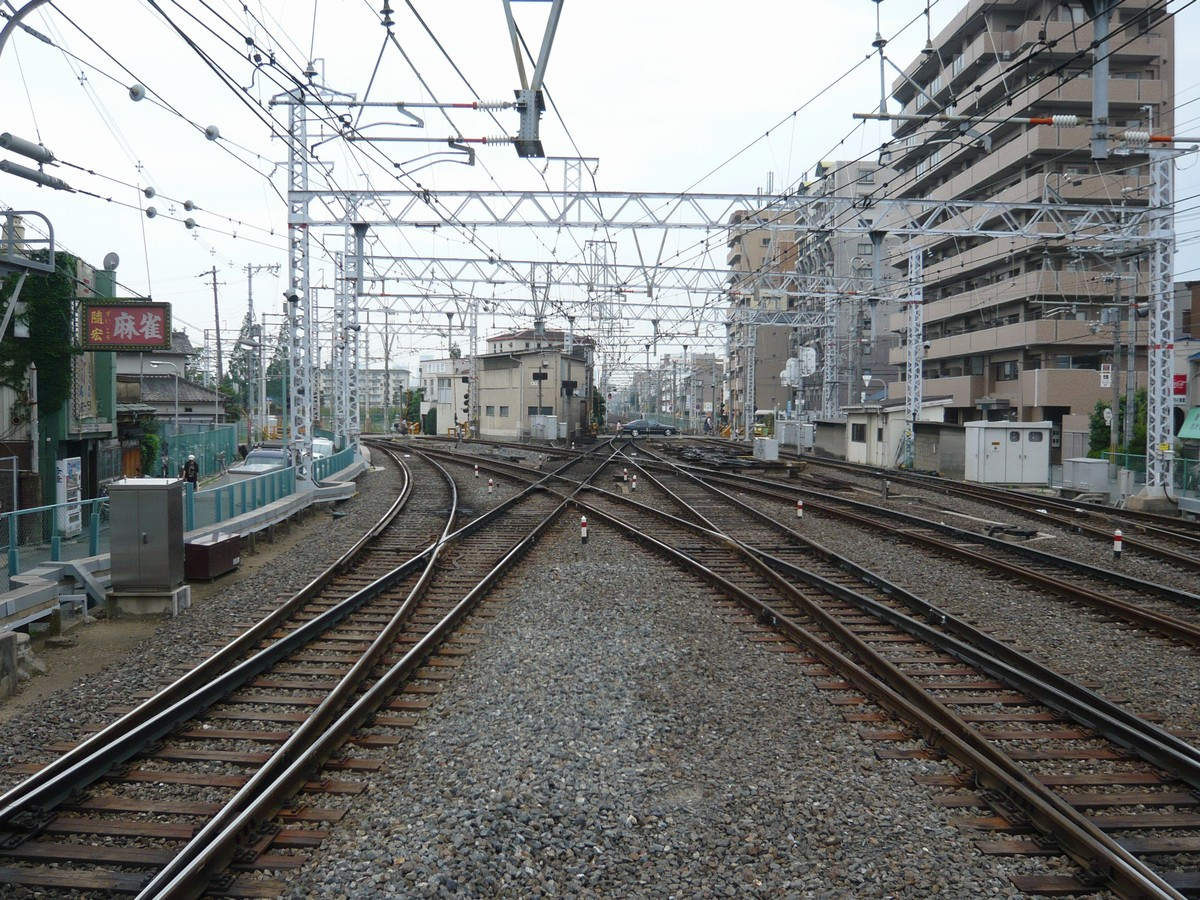
下り方面の平面交差。左側が天下茶屋 方面、右側が大阪梅田 方面 （2007年（平成19年）8月）
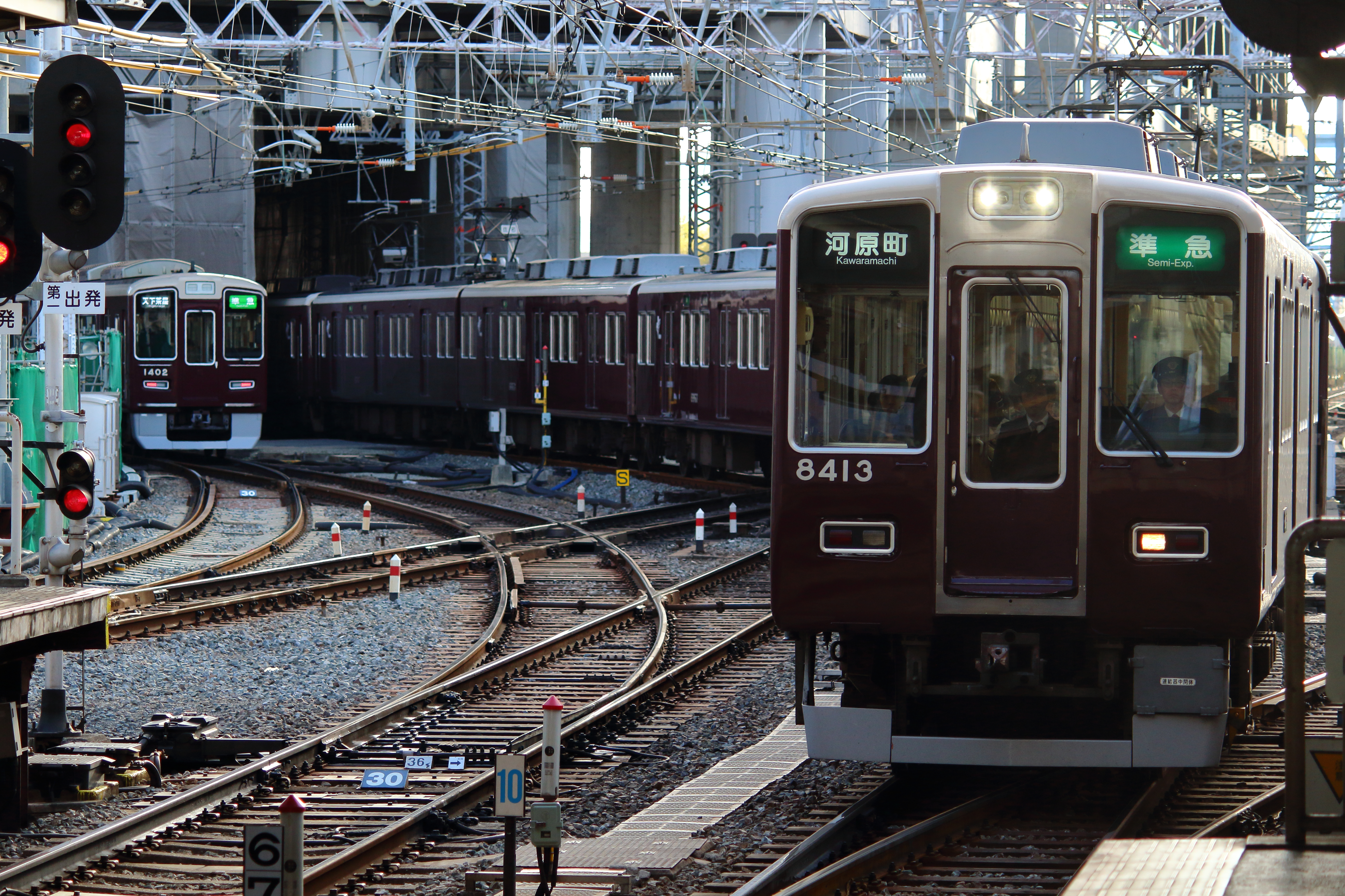
下り方面の平面交差を通って、天下茶屋方面から河原町行きの列車が入線する様子。 （2017年（平成29年）12月）

### 自動放送について
阪急電鉄では、通常は丸子由美（女声）が大阪梅田方面行きを、片山光男（男声）が反対の神戸三宮（神戸本線）・宝塚（宝塚本線）・京都河原町方面行きの自動放送を担当している。
しかし淡路駅では、ホームが狭く、また同時に入線するダイヤが多いため、外側主本線（2号線・5号線）を片山（男声）が、内側待避線（3号線・4号線）を丸子（女声）が担当している。
これは阪急で唯一の例で、従って通常とは逆方向の担当者による放送を耳にすることができる。

## 利用状況
2024年（令和6年）次の通年平均乗降人員は37,652人である。阪急電鉄全駅（86駅）中では桂駅に次いで20位。京都本線の特急停車駅では長岡天神駅に次いで少なく、同じ区内の特急通過駅である上新庄駅よりも少ないが、JRおおさか東線開業により阪急全駅の中での順位は向上した（それまでほぼ22位を維持していたが、この年以降は南方駅を上回っている）。

### 年次別利用状況
各年次の乗降人員の推移は下表の通り。
| 年度               | 乗降人員 | 増減率 | 順位 | 出典       | 備考     |
| ------------------ | -------- | ------ | ---- | ---------- | -------- |
| 2016年（平成28年） | 32,572   |        | 22位 | [ 阪急 1 ] | [ 注 6 ] |
| 2017年（平成29年） | 32,849   | 0.9%   | 22位 | [ 阪急 2 ] |          |
| 2018年（平成30年） | 32,971   | 0.4%   | 22位 | [ 阪急 3 ] |          |
| 2019年（令和元年） | 36,866   | 11.8%  | 21位 | [ 阪急 4 ] |          |
| 2020年（令和02年） | 30,991   | -15.9% | 18位 | [ 阪急 5 ] |          |
| 2021年（令和03年） | 32,164   | 3.8%   | 18位 | [ 阪急 6 ] |          |
| 2022年（令和04年） | 35,332   | 9.8%   | 18位 | [ 阪急 7 ] |          |
| 2023年（令和05年） | 37,305   | 5.6%   | 20位 | [ 阪急 8 ] |          |
| 2024年（令和06年） | 37,652   | 0.9%   | 20位 | [ 統計 1 ] |          |

#### 平日限定データ
2007年から2015年までのデータは平日限定となっていた。全ての年度で乗車人員・降車人員ともに判明している。
| 年次               | 乗車人員 | 降車人員 | 乗降人員 | 増減率 | 順位 | 出典        |
| ------------------ | -------- | -------- | -------- | ------ | ---- | ----------- |
| 2007年（平成19年） | 19,518   | 19,219   | 38,737   |        | 21位 | [ 阪急 9 ]  |
| 2008年（平成20年） | 19,550   | 19,283   | 38,833   | 0.2%   | 22位 | [ 阪急 10 ] |
| 2009年（平成21年） | 19,144   | 18,884   | 38,028   | -2.1%  | 22位 | [ 阪急 11 ] |
| 2010年（平成22年） | 19,214   | 18,951   | 38,165   | 0.4%   | 22位 | [ 阪急 12 ] |
| 2011年（平成23年） | 19,102   | 18,837   | 37,939   | -0.6%  | 21位 | [ 阪急 13 ] |
| 2012年（平成24年） | 18,746   | 18,484   | 37,230   | -1.9%  | 22位 | [ 阪急 14 ] |
| 2013年（平成25年） | 18,022   | 17,743   | 35,765   | -3.9%  | 22位 | [ 阪急 15 ] |
| 2014年（平成26年） | 17,849   | 17,600   | 35,449   | -0.9%  | 22位 | [ 阪急 16 ] |
| 2015年（平成27年） | 17,949   | 17,738   | 35,687   | 0.7%   | 22位 | [ 阪急 17 ] |

### 年度別利用状況
JRおおさか東線開業以降、千里線を中心に増加傾向にある。
各年度の1日あたりの利用状況は下表の通り。特定日の利用者数は大阪府統計年鑑、1日平均乗車人員は大阪市統計書による。
| 年度               | 特定日   | 特定日   | 特定日   | 1日平均 乗車人員 | 出典          | 出典         |
| 年度               | 乗車人員 | 降車人員 | 乗降人員 | 1日平均 乗車人員 | 大阪府        | 大阪市       |
| ------------------ | -------- | -------- | -------- | ---------------- | ------------- | ------------ |
| 1966年（昭和41年） | 26,117   | -        | -        | -                | [ 大阪府 1 ]  | -            |
| 1967年（昭和42年） | 27,988   | -        | -        | -                | [ 大阪府 2 ]  | -            |
| 1968年（昭和43年） | 27,471   | -        | -        | -                | [ 大阪府 3 ]  | -            |
| 1969年（昭和44年） | 28,433   | -        | -        | -                | [ 大阪府 4 ]  | -            |
| 1970年（昭和45年） | 28,818   | -        | -        | -                | [ 大阪府 5 ]  | -            |
| 1971年（昭和46年） | 28,456   | -        | -        | -                | [ 大阪府 6 ]  | -            |
| 1972年（昭和47年） | 27,025   | -        | -        | -                | [ 大阪府 7 ]  | -            |
| 1973年（昭和48年） | 26,841   | -        | -        | -                | [ 大阪府 8 ]  | -            |
| 1974年（昭和49年） | 25,375   | -        | -        | -                | [ 大阪府 9 ]  | -            |
| 1975年（昭和50年） | 26,755   | -        | -        | -                | [ 大阪府 10 ] | -            |
| 1976年（昭和51年） | 25,860   | -        | -        | -                | [ 大阪府 11 ] | -            |
| 1977年（昭和52年） | 26,163   | -        | -        | -                | [ 大阪府 12 ] | -            |
| 1978年（昭和53年） | 24,847   | -        | -        | -                | [ 大阪府 13 ] | -            |
| 1979年（昭和54年） | 24,343   | -        | -        | -                | [ 大阪府 14 ] | -            |
| 1980年（昭和55年） | 24,347   | -        | -        | -                | [ 大阪府 15 ] | -            |
| 1981年（昭和56年） | 24,058   | -        | -        | -                | [ 大阪府 16 ] | -            |
| 1982年（昭和57年） | 24,590   | 24,651   | 49,241   | -                | [ 大阪府 17 ] | -            |
| 1983年（昭和58年） | 23,662   | 25,855   | 49,517   | -                | [ 大阪府 18 ] | -            |
| 1984年（昭和59年） | 24,285   | 27,234   | 51,519   | -                | [ 大阪府 19 ] | -            |
| 1985年（昭和60年） | 23,727   | 24,573   | 48,300   | -                | [ 大阪府 20 ] | -            |
| 1986年（昭和61年） | 24,091   | 26,177   | 50,268   | -                | [ 大阪府 21 ] | -            |
| 1987年（昭和62年） | 24,777   | 24,995   | 49,772   | -                | [ 大阪府 22 ] | -            |
| 1988年（昭和63年） | 23,980   | 21,894   | 45,874   | -                | [ 大阪府 23 ] | -            |
| 1989年（平成元年） | -        | -        | -        | -                | [ 大阪府 24 ] | -            |
| 1990年（平成02年） | 24,793   | 24,735   | 49,528   | -                | [ 大阪府 25 ] | -            |
| 1991年（平成03年） | -        | -        | -        | -                | [ 大阪府 26 ] | -            |
| 1992年（平成04年） | 23,675   | 23,676   | 47,351   | -                | [ 大阪府 27 ] | -            |
| 1993年（平成05年） | -        | -        | -        | -                | [ 大阪府 28 ] | -            |
| 1994年（平成06年） | -        | -        | -        | -                | [ 大阪府 29 ] | -            |
| 1995年（平成07年） | 22,232   | 22,564   | 44,796   | -                | [ 大阪府 30 ] | -            |
| 1996年（平成08年） | 22,158   | 22,474   | 44,632   | -                | [ 大阪府 31 ] | -            |
| 1997年（平成09年） | 23,512   | 22,845   | 46,357   | -                | [ 大阪府 32 ] | -            |
| 1998年（平成10年） | 22,620   | 22,536   | 45,156   | -                | [ 大阪府 33 ] | -            |
| 1999年（平成11年） | -        | -        | -        | -                | [ 大阪府 34 ] | -            |
| 2000年（平成12年） | 21,279   | 21,348   | 42,627   | -                | [ 大阪府 35 ] | -            |
| 2001年（平成13年） | 20,376   | 20,655   | 41,031   | 22,436           | [ 大阪府 36 ] | [ 大阪市 1 ] |
| 2002年（平成14年） | 19,546   | 19,882   | 39,428   | 21,625           | [ 大阪府 37 ] | [ 大阪市 1 ] |
| 2003年（平成15年） | 19,046   | 19,583   | 38,629   | 21,369           | [ 大阪府 38 ] | [ 大阪市 1 ] |
| 2004年（平成16年） | 17,032   | 19,015   | 36,047   | 20,958           | [ 大阪府 39 ] | [ 大阪市 1 ] |
| 2005年（平成17年） | 18,418   | 19,083   | 37,501   | 18,973           | [ 大阪府 40 ] | [ 大阪市 1 ] |
| 2006年（平成18年） | 17,704   | 18,476   | 36,180   | 19,943           | [ 大阪府 41 ] | [ 大阪市 1 ] |
| 2007年（平成19年） | 18,099   | 19,001   | 37,100   | 19,927           | [ 大阪府 42 ] | [ 大阪市 1 ] |
| 2008年（平成20年） | 17,753   | 18,640   | 36,393   | 20,432           | [ 大阪府 43 ] | [ 大阪市 1 ] |
| 2009年（平成21年） | 17,060   | 18,401   | 35,461   | 19,036           | [ 大阪府 44 ] | [ 大阪市 1 ] |
| 2010年（平成22年） | 17,000   | 18,530   | 35,530   | 18,536           | [ 大阪府 45 ] | [ 大阪市 1 ] |
| 2011年（平成23年） | 16,867   | 18,545   | 35,412   | 19,060           | [ 大阪府 46 ] | [ 大阪市 1 ] |
| 2012年（平成24年） | 15,757   | 17,532   | 33,289   | 18,632           | [ 大阪府 47 ] | [ 大阪市 1 ] |
| 2013年（平成25年） | 15,464   | 17,285   | 32,749   | 17,800           | [ 大阪府 48 ] | [ 大阪市 1 ] |
| 2014年（平成26年） | 15,404   | 17,325   | 32,729   | 17,560           | [ 大阪府 49 ] | [ 大阪市 1 ] |
| 2015年（平成27年） | 15,849   | 17,762   | 33,611   | 17,500           | [ 大阪府 50 ] | [ 大阪市 1 ] |
| 2016年（平成28年） | 15,385   | 17,420   | 32,805   | 17,789           | [ 大阪府 51 ] | [ 大阪市 1 ] |
| 2017年（平成29年） | 15,816   | 17,872   | 33,688   | 17,448           | [ 大阪府 52 ] | [ 大阪市 1 ] |
| 2018年（平成30年） | 15,540   | 18,160   | 33,700   | 17,856           | [ 大阪府 53 ] | [ 大阪市 1 ] |
| 2019年（令和元年） | 21,305   | 20,967   | 42,272   | 17,466           | [ 大阪府 54 ] | [ 大阪市 2 ] |
| 2020年（令和02年） | 19,250   | 19,196   | 38,446   | 15,079           | [ 大阪府 55 ] | [ 大阪市 3 ] |
| 2021年（令和03年） | 20,064   | 19,969   | 40,033   | 16,804           | [ 大阪府 56 ] | [ 大阪市 4 ] |
| 2022年（令和04年） | 20,593   | 20,580   | 41,173   | 19,211           | [ 大阪府 57 ] | [ 大阪市 5 ] |
| 2023年（令和05年） | 20,857   | 20,862   | 41,719   | 19,386           | [ 大阪府 58 ] | [ 大阪市 6 ] |

#### 10月中の平均乗降人員
「大阪府統計年鑑」では1964年度および1965年度については10月中の平均乗車人員が記載されている。
| 年度               | 乗車人員 | 出典          |
| ------------------ | -------- | ------------- |
| 1964年（昭和39年） | 30,175   | [ 大阪府 59 ] |
| 1965年（昭和40年） | 31,338   | [ 大阪府 60 ] |

#### 路線別の特定日利用状況
京都本線・千里線それぞれの特定日利用状況は下表の通り。
| 年度               | 京都本線 | 京都本線 | 京都本線 | 千里線   | 千里線   | 千里線   | 直通   | 直通   | 出典          |
| 年度               | 乗車人員 | 降車人員 | 乗降人員 | 乗車人員 | 降車人員 | 乗降人員 | 京←千  | 京→千  | 出典          |
| ------------------ | -------- | -------- | -------- | -------- | -------- | -------- | ------ | ------ | ------------- |
| 1966年（昭和41年） | 17,847   | -        | -        | 8,270    | -        | -        | 55,431 | 55,780 | [ 大阪府 1 ]  |
| 1967年（昭和42年） | 18,558   | -        | -        | 9,430    | -        | -        | 60,425 | 58,442 | [ 大阪府 2 ]  |
| 1968年（昭和43年） | 18,041   | -        | -        | 9,430    | -        | -        | 65,132 | 64,205 | [ 大阪府 3 ]  |
| 1969年（昭和44年） | 18,941   | -        | -        | 9,492    | -        | -        | 11,699 | 56,036 | [ 大阪府 4 ]  |
| 1970年（昭和45年） | 17,338   | -        | -        | 11,480   | -        | -        | 61,905 | 66,394 | [ 大阪府 5 ]  |
| 1971年（昭和46年） | 17,239   | -        | -        | 11,217   | -        | -        | 61,088 | 65,024 | [ 大阪府 6 ]  |
| 1972年（昭和47年） | 15,872   | -        | -        | 11,153   | -        | -        | 63,794 | 68,673 | [ 大阪府 7 ]  |
| 1973年（昭和48年） | 15,958   | -        | -        | 10,883   | -        | -        | 68,059 | 68,719 | [ 大阪府 8 ]  |
| 1974年（昭和49年） | 15,142   | -        | -        | 10,233   | -        | -        | 66,616 | 71,126 | [ 大阪府 9 ]  |
| 1975年（昭和50年） | 15,624   | -        | -        | 11,131   | -        | -        | 70,080 | 74,261 | [ 大阪府 10 ] |
| 1976年（昭和51年） | 15,409   | -        | -        | 10,451   | -        | -        | 73,010 | 75,265 | [ 大阪府 11 ] |
| 1977年（昭和52年） | 15,779   | -        | -        | 10,384   | -        | -        | 73,179 | 76,994 | [ 大阪府 12 ] |
| 1978年（昭和53年） | 15,092   | -        | -        | 9,755    | -        | -        | 77,549 | 78,353 | [ 大阪府 13 ] |
| 1979年（昭和54年） | 14,658   | -        | -        | 9,685    | -        | -        | 76,685 | 79,196 | [ 大阪府 14 ] |
| 1980年（昭和55年） | 14,881   | -        | -        | 9,466    | -        | -        | 87,045 | 82,249 | [ 大阪府 15 ] |
| 1981年（昭和56年） | 14,314   | -        | -        | 9,744    | -        | -        | 80,102 | 83,194 | [ 大阪府 16 ] |
| 1982年（昭和57年） | 14,444   | 14,852   | 29,296   | 10,146   | 9,799    | 19,945   | 76,438 | 83,088 | [ 大阪府 17 ] |
| 1983年（昭和58年） | 14,018   | 14,149   | 28,167   | 9,644    | 11,706   | 21,350   | 84,528 | 84,713 | [ 大阪府 18 ] |
| 1984年（昭和59年） | 14,578   | 14,637   | 29,215   | 9,707    | 12,597   | 22,304   | 80,513 | 84,775 | [ 大阪府 19 ] |
| 1985年（昭和60年） | 14,055   | 14,375   | 28,430   | 9,672    | 10,198   | 19,870   | 81,611 | 83,701 | [ 大阪府 20 ] |
| 1986年（昭和61年） | 14,358   | 14,731   | 29,089   | 9,733    | 11,446   | 21,179   | 85,326 | 84,542 | [ 大阪府 21 ] |
| 1987年（昭和62年） | 14,882   | 15,113   | 29,995   | 9,895    | 9,882    | 19,777   | 84,771 | 87,283 | [ 大阪府 22 ] |
| 1988年（昭和63年） | 14,349   | 13,591   | 27,940   | 9,631    | 8,303    | 17,934   | 84,583 | 84,654 | [ 大阪府 23 ] |
| 1989年（平成元年） | -        | -        | -        | -        | -        | -        | -      | -      | [ 大阪府 24 ] |
| 1990年（平成02年） | 14,881   | 15,129   | 30,010   | 9,912    | 9,606    | 19,518   | 79,325 | 74,291 | [ 大阪府 25 ] |
| 1991年（平成03年） | -        | -        | -        | -        | -        | -        | -      | -      | [ 大阪府 26 ] |
| 1992年（平成04年） | 14,198   | 15,117   | 29,315   | 9,477    | 8,559    | 18,036   | 74,033 | 74,498 | [ 大阪府 27 ] |
| 1993年（平成05年） | -        | -        | -        | -        | -        | -        | -      | -      | [ 大阪府 28 ] |
| 1994年（平成06年） | -        | -        | -        | -        | -        | -        | -      | -      | [ 大阪府 29 ] |
| 1995年（平成07年） | 13,367   | 14,384   | 27,751   | 8,865    | 8,180    | 17,045   | 61,280 | 65,471 | [ 大阪府 30 ] |
| 1996年（平成08年） | 13,741   | 14,196   | 27,937   | 8,417    | 8,278    | 16,695   | 71,376 | 75,608 | [ 大阪府 31 ] |
| 1997年（平成09年） | 15,337   | 14,489   | 29,826   | 8,175    | 8,356    | 16,531   | 74,157 | 73,877 | [ 大阪府 32 ] |
| 1998年（平成10年） | 14,476   | 14,038   | 28,514   | 8,144    | 8,498    | 16,642   | 71,472 | 71,408 | [ 大阪府 33 ] |
| 1999年（平成11年） | -        | -        | -        | -        | -        | -        | -      | -      | [ 大阪府 34 ] |
| 2000年（平成12年） | 13,380   | 13,492   | 26,872   | 7,899    | 7,856    | 15,755   | 70,151 | 71,088 | [ 大阪府 35 ] |
| 2001年（平成13年） | 12,652   | 12,748   | 25,400   | 7,724    | 7,907    | 15,631   | 69,959 | 70,620 | [ 大阪府 36 ] |
| 2002年（平成14年） | 12,361   | 12,330   | 24,691   | 7,185    | 7,552    | 14,737   | 68,909 | 69,035 | [ 大阪府 37 ] |
| 2003年（平成15年） | 12,160   | 12,170   | 24,330   | 6,886    | 7,413    | 14,299   | 65,587 | 66,468 | [ 大阪府 38 ] |
| 2004年（平成16年） | 11,645   | 11,696   | 23,341   | 5,387    | 7,319    | 12,706   | 66,730 | 58,057 | [ 大阪府 39 ] |
| 2005年（平成17年） | 11,794   | 11,911   | 23,705   | 6,624    | 7,172    | 13,796   | 66,700 | 66,821 | [ 大阪府 40 ] |
| 2006年（平成18年） | 11,380   | 11,435   | 22,815   | 6,324    | 7,041    | 13,365   | 65,323 | 64,095 | [ 大阪府 41 ] |
| 2007年（平成19年） | 11,718   | 11,840   | 23,558   | 6,381    | 7,161    | 13,542   | 64,114 | 62,893 | [ 大阪府 42 ] |
| 2008年（平成20年） | 11,471   | 11,496   | 22,967   | 6,282    | 7,144    | 13,426   | 64,428 | 62,130 | [ 大阪府 43 ] |
| 2009年（平成21年） | 11,029   | 11,241   | 22,270   | 6,031    | 7,160    | 13,191   | 63,502 | 59,303 | [ 大阪府 44 ] |
| 2010年（平成22年） | 11,363   | 11,396   | 22,759   | 5,637    | 7,134    | 12,771   | 64,674 | 57,331 | [ 大阪府 45 ] |
| 2011年（平成23年） | 11,362   | 11,406   | 22,768   | 5,505    | 7,139    | 12,644   | 65,059 | 57,483 | [ 大阪府 46 ] |
| 2012年（平成24年） | 10,540   | 10,782   | 21,322   | 5,217    | 6,750    | 11,967   | 65,610 | 57,313 | [ 大阪府 47 ] |
| 2013年（平成25年） | 10,453   | 10,699   | 21,152   | 5,011    | 6,586    | 11,597   | 66,007 | 56,786 | [ 大阪府 48 ] |
| 2014年（平成26年） | 10,417   | 10,699   | 21,116   | 4,987    | 6,626    | 11,613   | 66,913 | 57,699 | [ 大阪府 49 ] |
| 2015年（平成27年） | 10,850   | 10,872   | 21,722   | 4,999    | 6,890    | 11,889   | 69,625 | 58,907 | [ 大阪府 50 ] |
| 2016年（平成28年） | 10,485   | 10,638   | 21,123   | 4,900    | 6,782    | 11,682   | 69,520 | 57,841 | [ 大阪府 51 ] |
| 2017年（平成29年） | 10,822   | 10,830   | 21,652   | 4,994    | 7,042    | 12,036   | 70,405 | 57,958 | [ 大阪府 52 ] |
| 2018年（平成30年） | 10,857   | 10,921   | 21,778   | 4,683    | 7,239    | 11,922   | 70,108 | 54,883 | [ 大阪府 53 ] |
| 2019年（令和元年） | 12,674   | 12,755   | 25,429   | 8,631    | 8,212    | 16,843   | 69,803 | 72,874 | [ 大阪府 54 ] |
| 2020年（令和02年） | 11,562   | 11,668   | 23,230   | 7,688    | 7,528    | 15,216   | 59,398 | 61,709 | [ 大阪府 55 ] |
| 2021年（令和03年） | 12,074   | 12,237   | 24,311   | 7,990    | 7,732    | 15,722   | 60,318 | 62,492 | [ 大阪府 56 ] |
| 2022年（令和04年） | 12,511   | 12,800   | 25,311   | 8,346    | 8,062    | 16,498   | 62,079 | 64,653 | [ 大阪府 57 ] |
| 2023年（令和05年） | 12,518   | 12,678   | 25,196   | 8,075    | 7,902    | 15,977   | 65,075 | 67,963 | [ 大阪府 58 ] |

## 駅周辺
東西共に駅前は商店街で、その周辺に住宅街が形成されている。
西日本旅客鉄道（JR西日本）おおさか東線と京都河原町・北千里方の平面交差の北側で立体交差している。同線のJR淡路駅は北へ約 300m（東淡路商店街を通過し、徒歩 5分程度）の距離にある。
- 淡路本町商店街
  - イズミヤ 淡路店
  - マツヤデンキ 淡路店
  - 東淀川 淡路郵便局
  - 三菱UFJ銀行
    - 淡路支店／上新庄支店（※ 淡路支店と共同店舗。）

- 東淡路商店街（※ 土地区画整理事業により移転改築中。）
  - アカシヤ 淡路店（本社を併設。）
  - 阪急オアシス 淡路店（阪急ファミリーストアから業態転換）
  - 東淀川区役所　出張所
- 大阪市立東淀川図書館
- 東淀川区民会館
- 東淀川区老人福祉センター
- 淡路地域福祉・生活支援センター
- 東淀川警察署 淡路駅前交番
- 東淀川 東淡路郵便局
- 池田泉州銀行 淡路支店（旧・池田銀行店舗）
- 大阪市立菅原小学校
- 大阪市立東淡路小学校
- 東淡路公園
- 東淡路南公園[注 7]
- スーパーマーケットバロー 淡路店

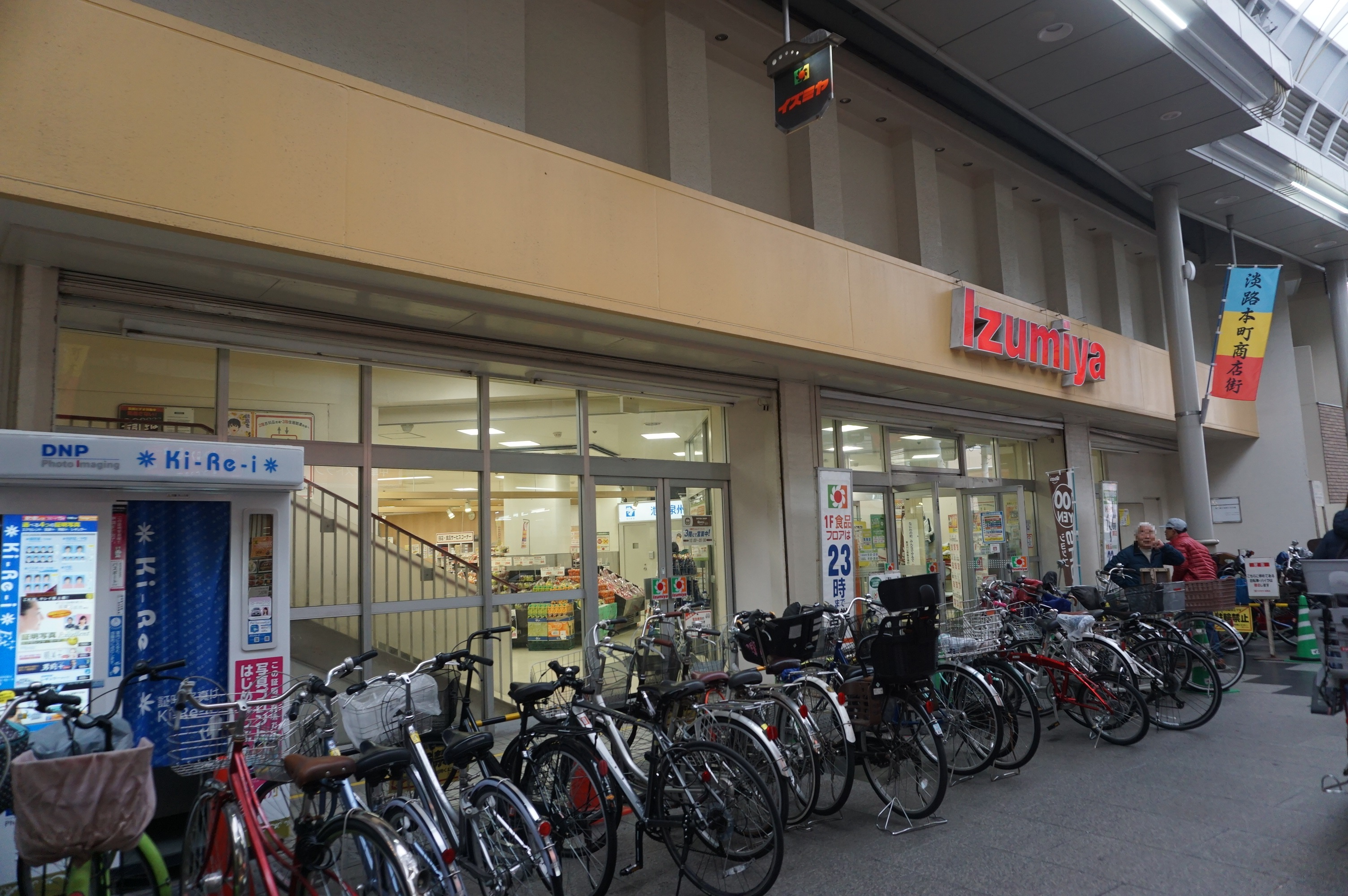
イズミヤ 淡路店
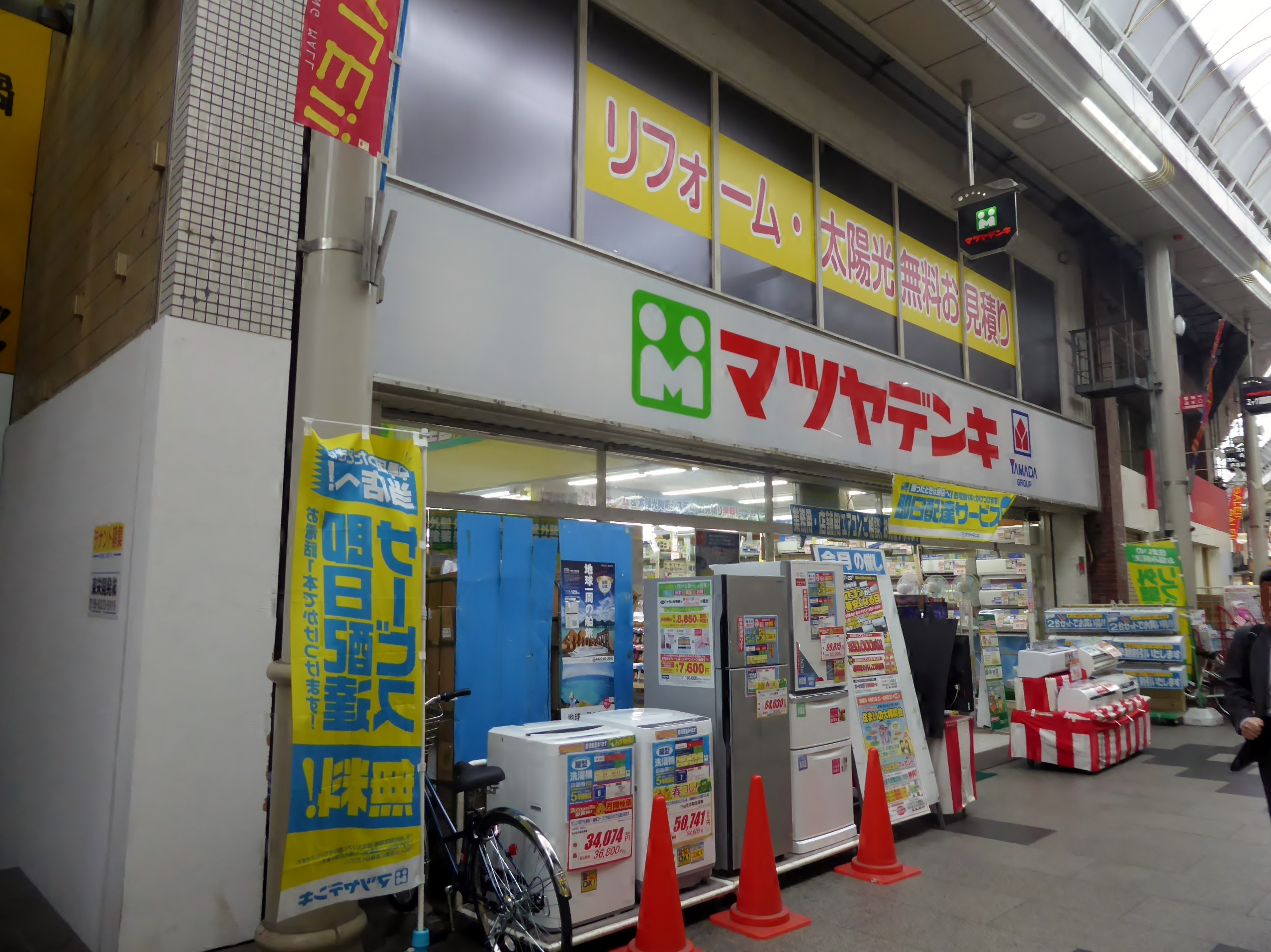
マツヤデンキ 淡路店
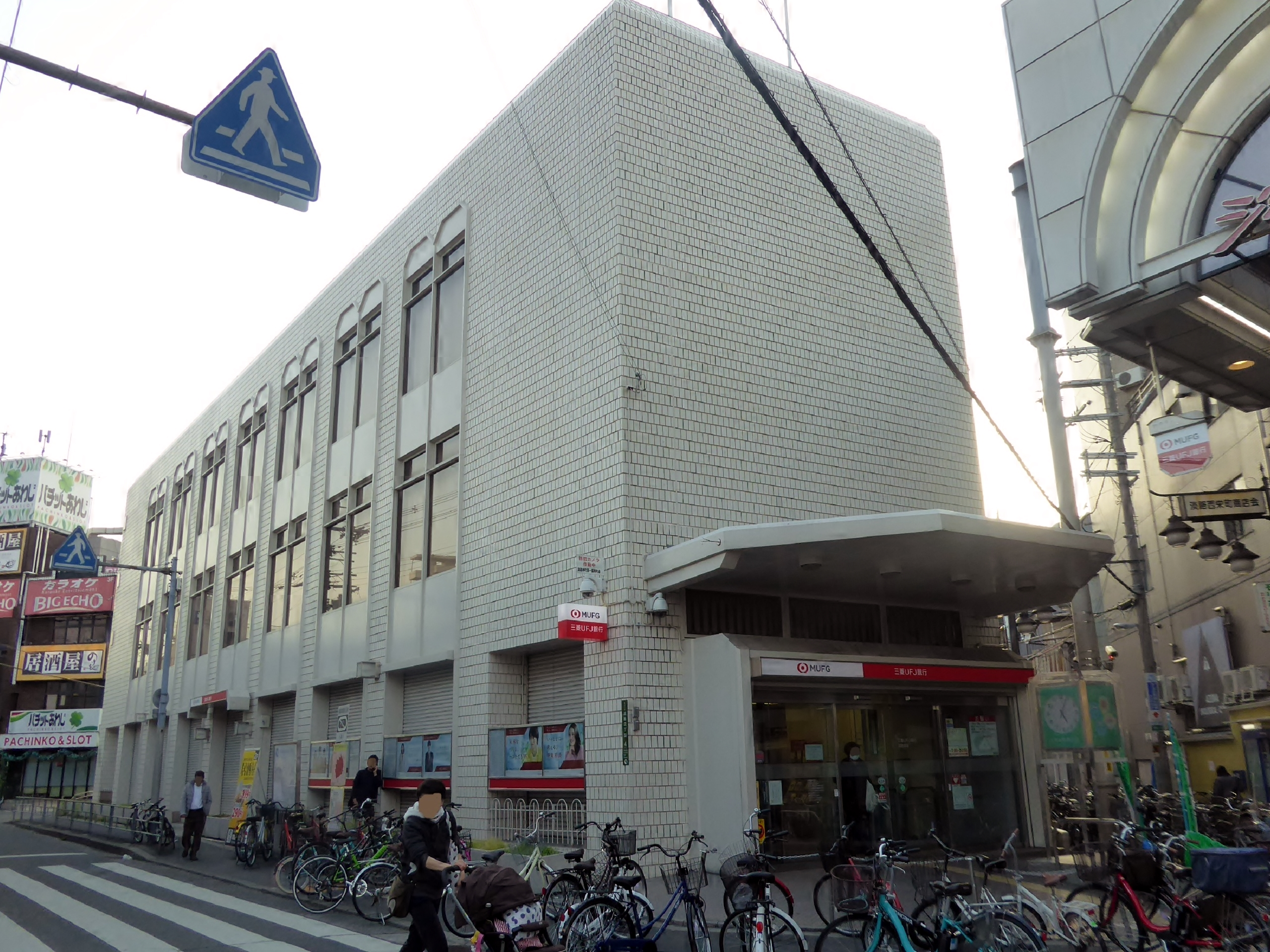
三菱UFJ銀行 淡路支店
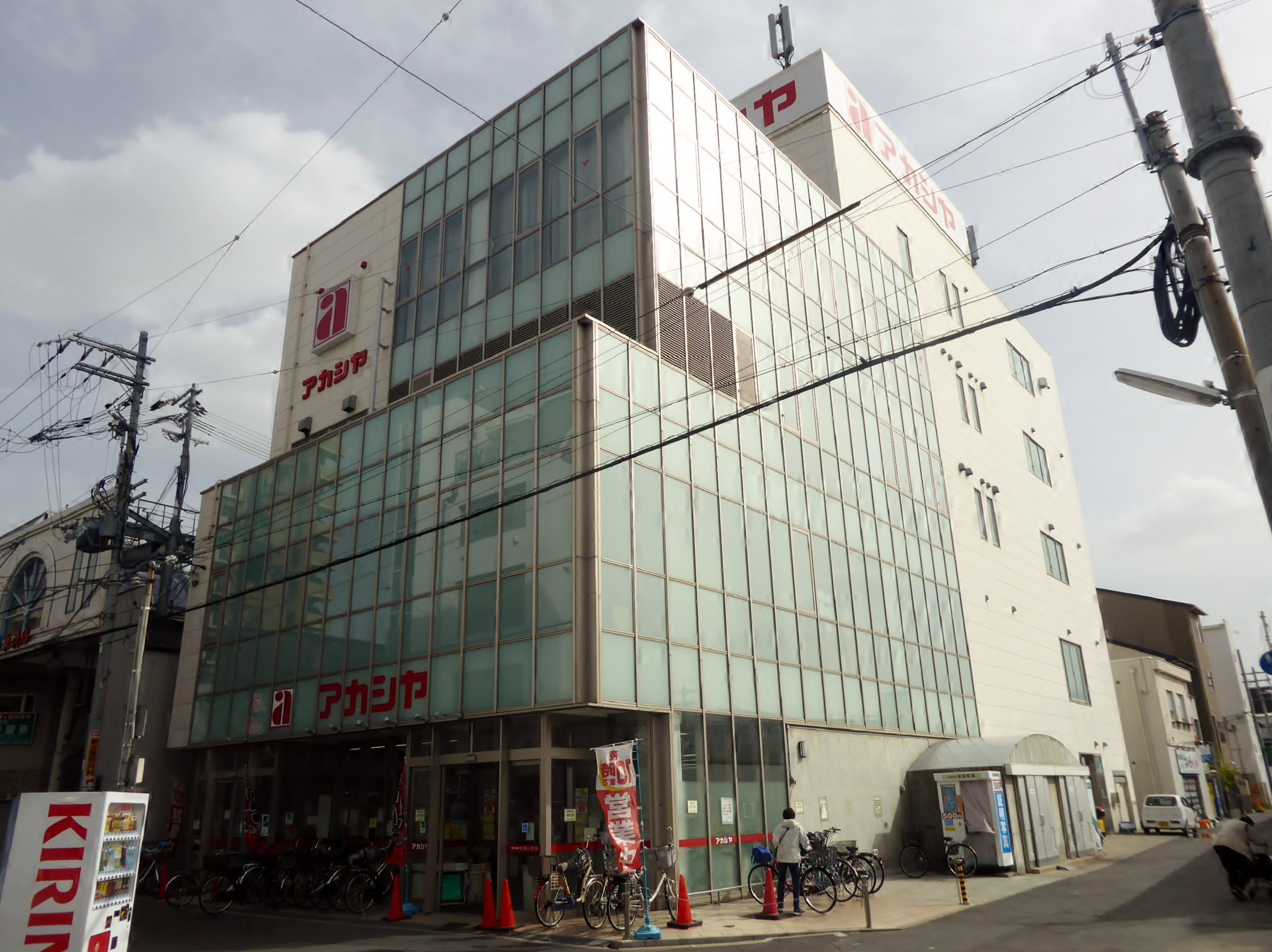
アカシヤ 淡路店（本社を併設）

## 阪急京都線・千里線連続立体交差事業

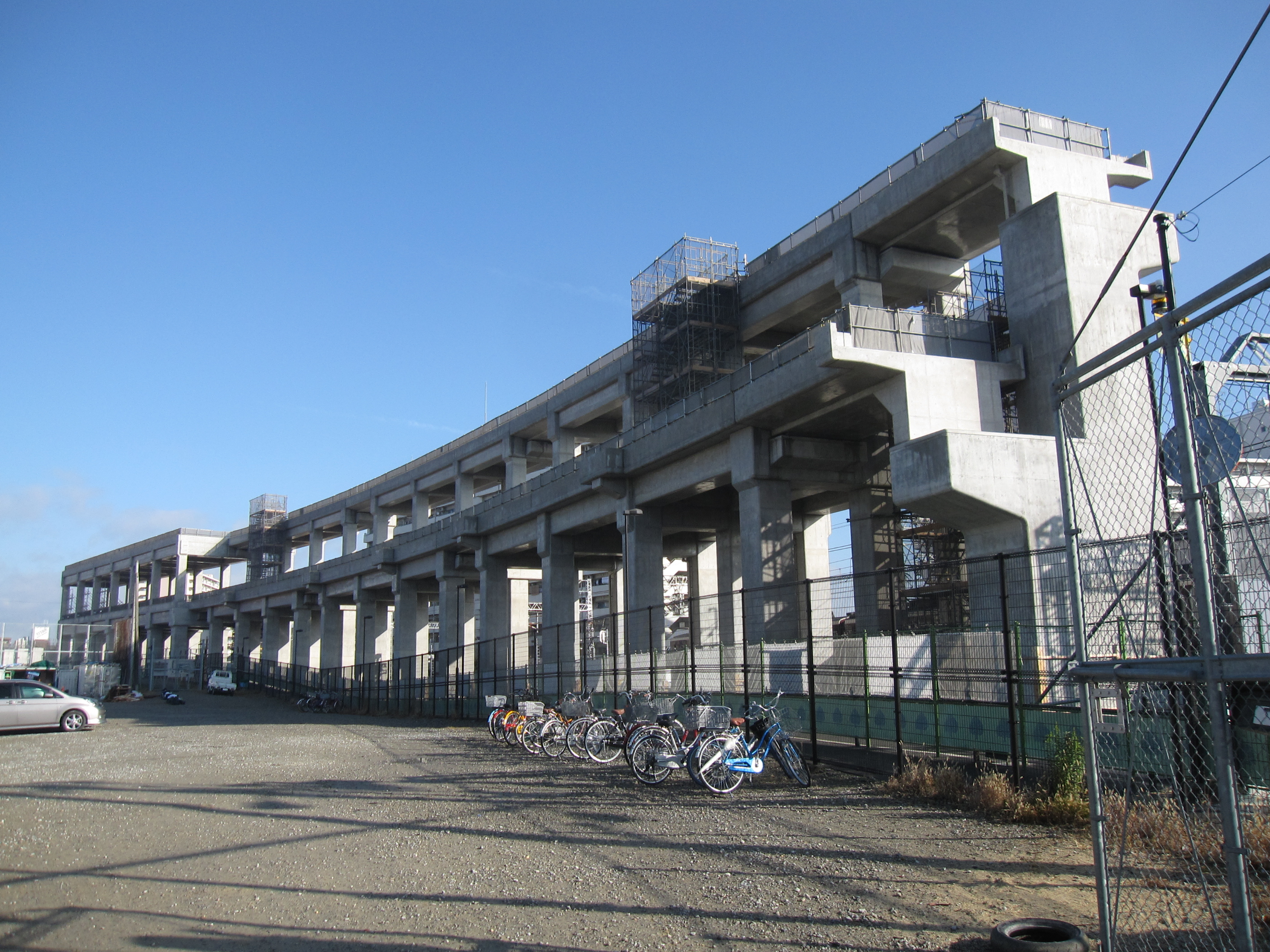
建設中の千里線高架区間
（2012年（平成24年）12月）

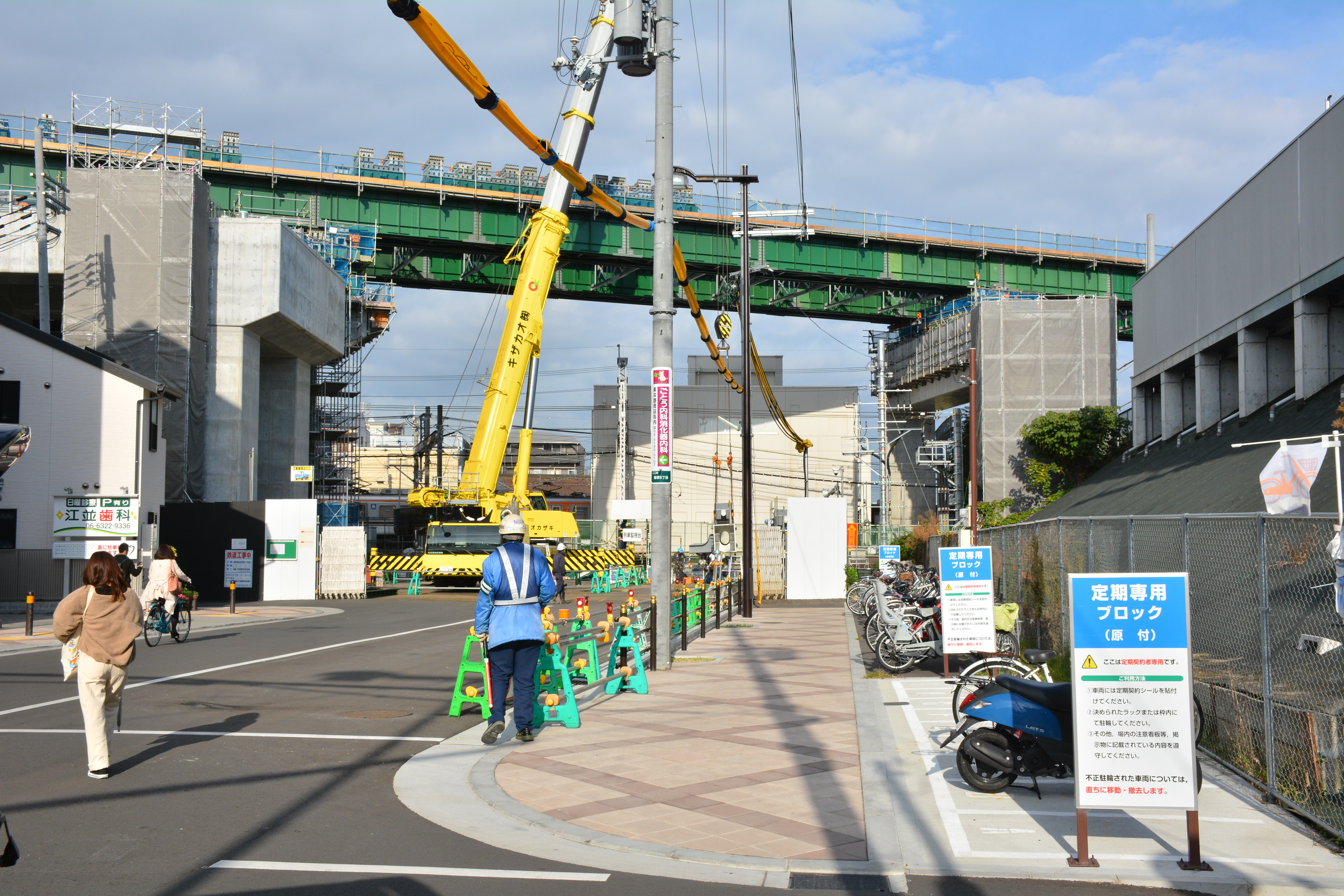
淡路駅の東側。
（2019年（令和元年）11月）

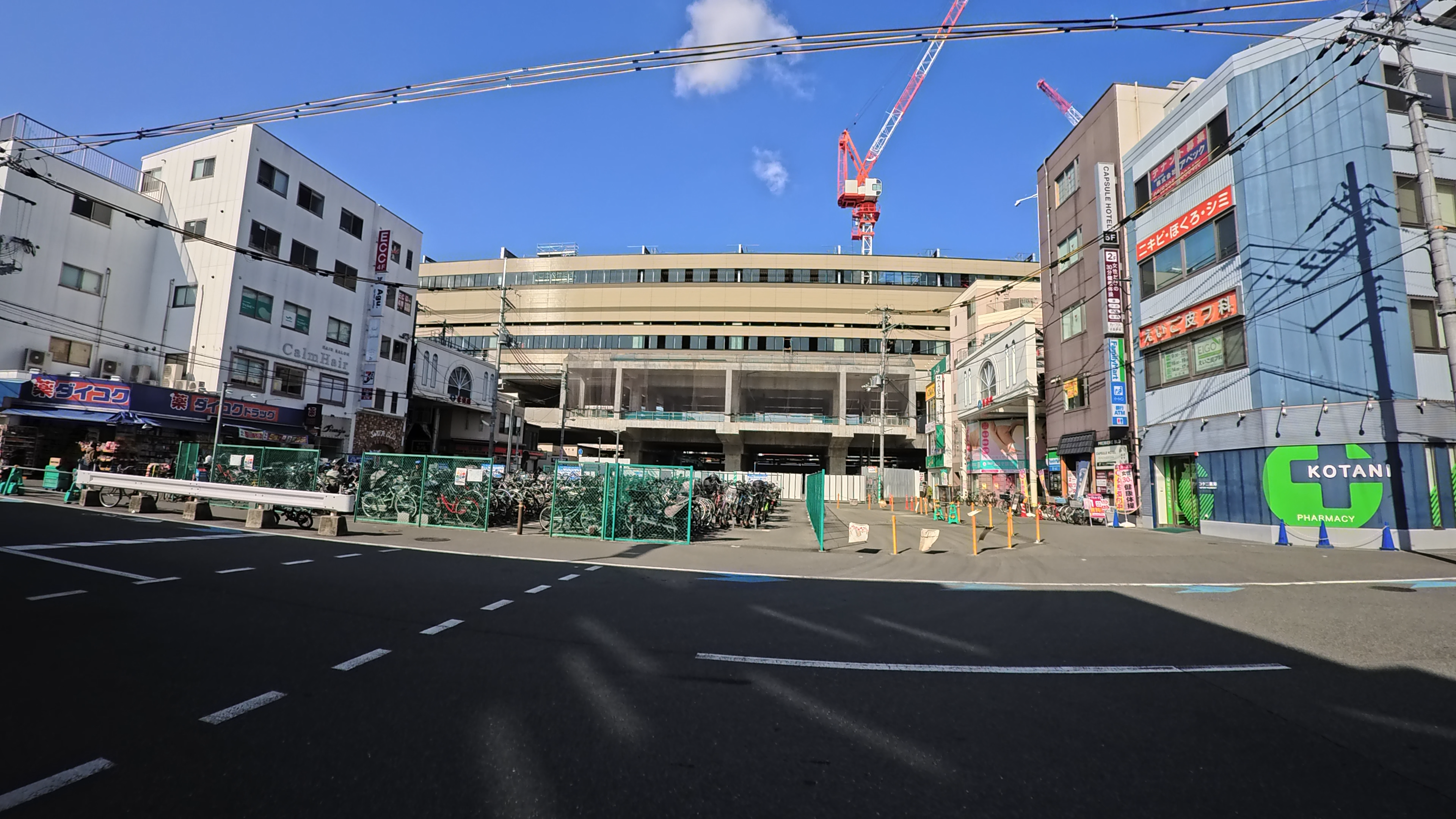
建設中の東口付近。
（2025年（令和6年）2月）

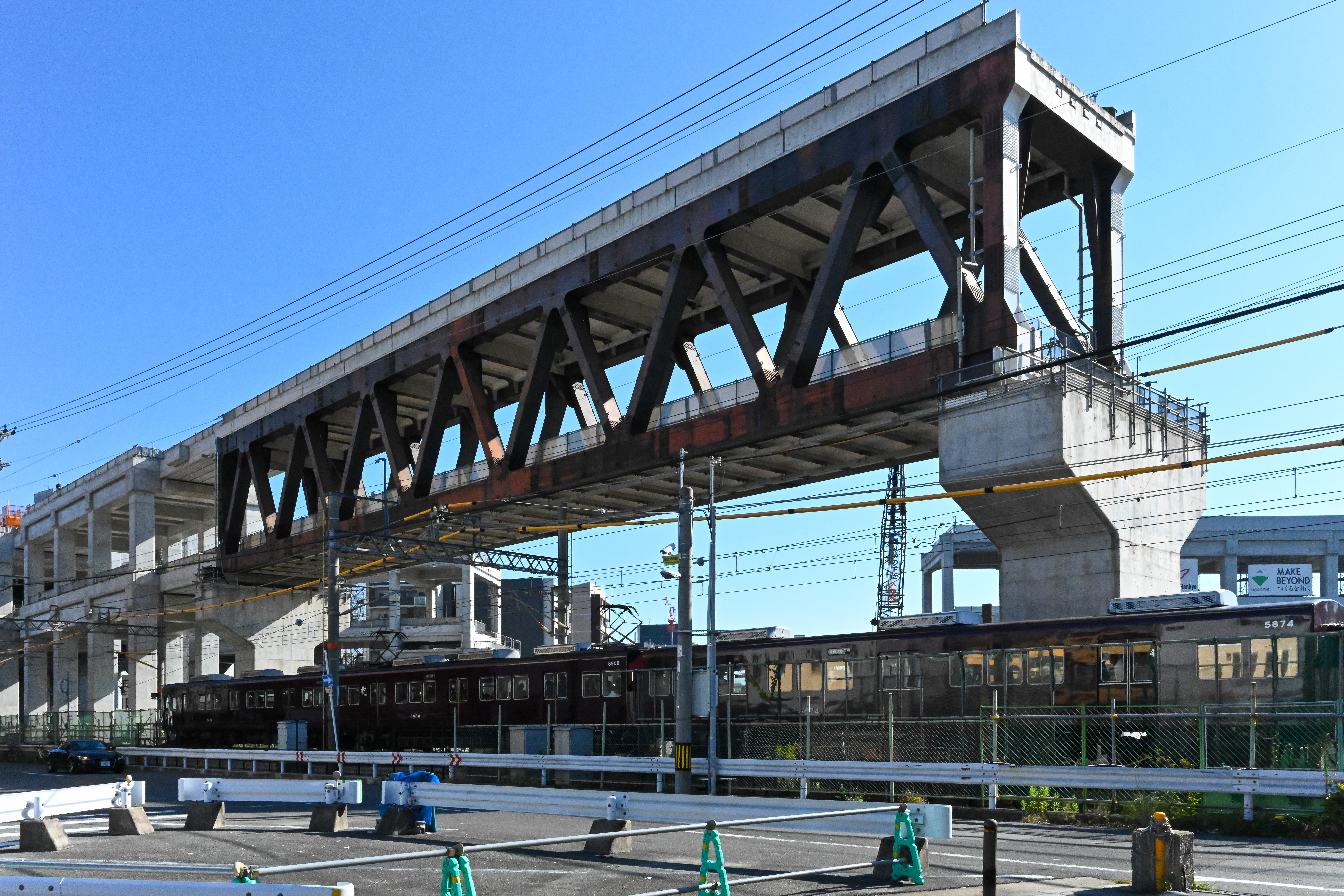
（2022年（令和4年）10月）

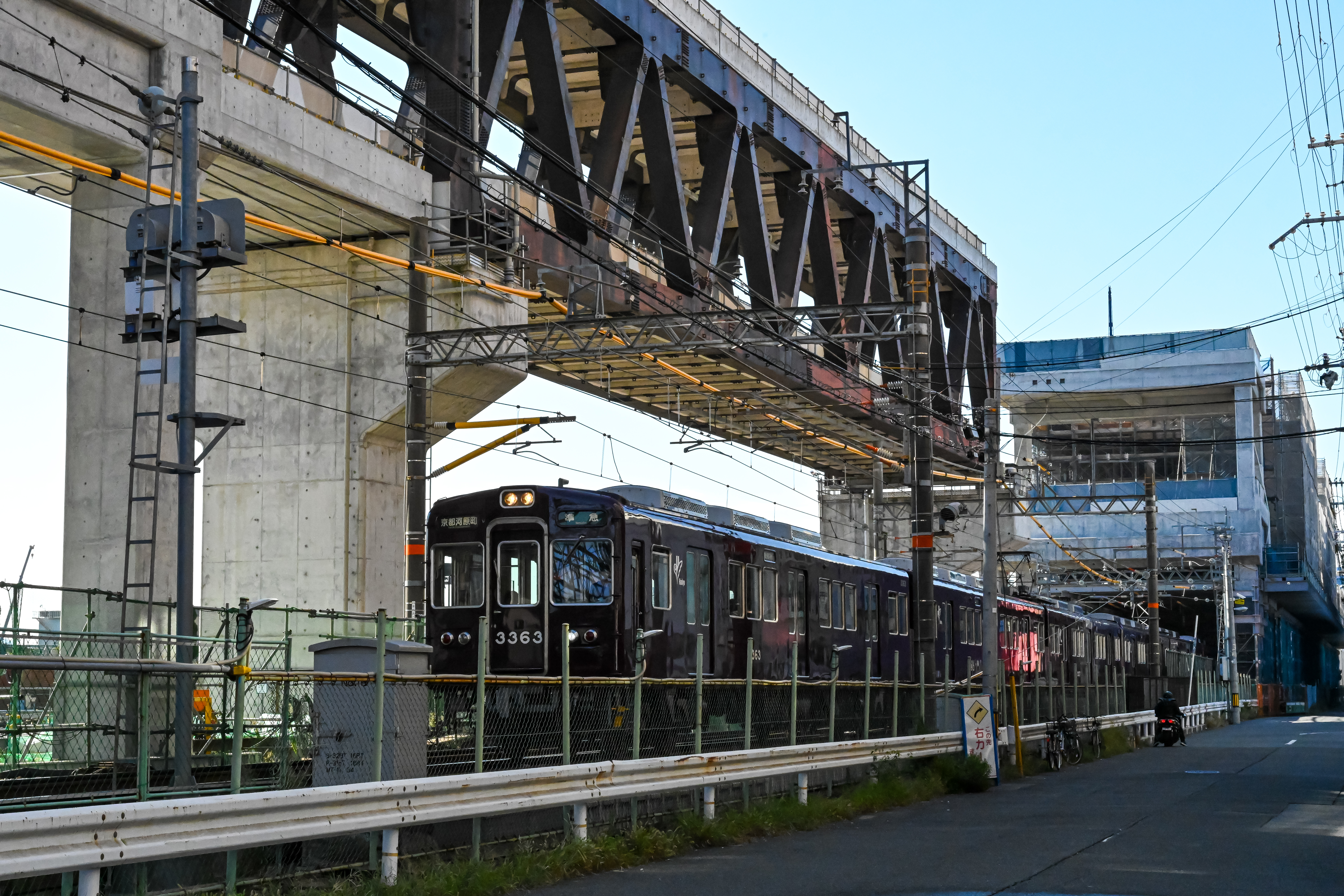
（2022年（令和4年）10月）

京都本線の3.3km（崇禅寺駅付近 - 上新庄駅付近）と千里線の 3.8km（柴島駅付近 - 吹田駅付近）にわたる区間を高架化して、当駅構内の両路線の平面交差を解消すると共に、区間内の17箇所の踏切を除去する事業が進められている。事業主体は大阪市。1994年（平成6年）に計画され、当初は2013年（平成25年）に完成する予定になっていた。しかし、着工が遅れて2008年（平成20年）9月に着工。着工当時の予定では高架切替が2017年（平成29年）度末、全体完成が2020年（令和2年）度末とされていたが、2015年（平成27年）に工期の延長が発表され、高架切替が2024年（令和6年）度末、全体完成が2027年（令和9年）度末と改められた。さらにその後、全体の完成が2031年（令和13年）度にずれ込むとの報道があった。さらに2032年（令和14年）まで遅れるとの報道もあった。
このように工事が遅れている原因は「用地買収に難航したこと」・「工事中に土壌汚染が見つかったことによる工法の変更など」による。
新駅舎は4階建てで、現在の駅より若干南東側に移動する。駅の構造は、2階が改札とコンコース、3階が上りホーム、4階が下りホームとなる。これにより京都本線と千里線は立体交差化され、前述のダイヤ上のネックも解消される。両路線に加えて、当駅の北側に位置する築堤のJRおおさか東線・同線を高架橋で跨ぐ東海道新幹線と立体交差する必要があるため、駅舎は近年に同様の構造で高架化された京急蒲田駅の24mを超える約30mの高さになる。
また、通常単一の連続立体交差事業では単一の高架化工法が採られることが多いが、本事業では「直上方式」・「別線方式」・「仮線方式」の 3種類を組み合わせて工事が行われている。

さらにこの事業に関連して、大阪市では駅の主に東側周辺で土地区画整理事業を進めている。これは駅周辺に密集した老朽木造建物や狭い道路が多く防災上問題があったため、駅の高架事業を機に周辺を区画整理し、駅前に相応しい街と道路を整備するものである。
大阪市の新幹線のターミナル駅である新大阪駅に乗り入れていない阪急は、当駅や神戸本線の「神崎川駅」・「十三駅」から新大阪駅にアクセスする『阪急新大阪連絡線』を構想し、免許を取得していた。しかし、当駅や神崎川駅からの区間については2002年（平成14年）12月6日に免許を失効させた。
ただ、地元住民から新大阪へのアクセス改善を望む声が多かったため、阪急バスにより2006年（平成18年）5月から当駅と新大阪駅を結ぶコミュニティバス『あいバス』を運行していたが、「利用者の増加が見込めない状況にある」ことを理由として2008年（平成20年）3月31日で廃止された。同バス以外では、南方駅で降りて、御堂筋線西中島南方駅から乗るか、徒歩（約 700ｍ）という方法が当時の最短アクセスであった。
なお、前述の通り2019年（平成31年）3月16日にJRおおさか東線が開通し、JR淡路駅が開業したことで淡路地区から新大阪へのアクセス問題は改善された。また、都市計画道路歌島豊里線の部分開通（淡路駅高架化完成後に全通予定。）により約 1.5kmで移動できるようになったため、近隣住民は徒歩または自転車で新大阪駅へ向かう場合も多い。

## 隣の駅
阪急電鉄
■京都本線
■通勤特急
通過
■快速特急
十三駅 (HK-03) - 淡路駅 (HK-63) - 桂駅 (HK-81)
■特急・■準特急
十三駅 (HK-03) - 淡路駅 (HK-63) - 茨木市駅 (HK-69)
■急行・■準急
南方駅 (HK-61) - 淡路駅 (HK-63) - 上新庄駅 (HK-64)
■普通
崇禅寺駅 (HK-62) - 淡路駅 (HK-63) - 上新庄駅 (HK-64)
■千里線
■準急（堺筋準急）
天神橋筋六丁目駅 (K11) - 淡路駅 (HK-63) - 上新庄駅（京都本線）(HK-64)
■普通
柴島駅 (HK-87) - 淡路駅 (HK-63) - 下新庄駅 (HK-88)
- 括弧内の英数字は駅番号を示す。

### 記事本文